# Didier Raoult
Pour les articles homonymes, voir Raoult.
Didier Raoult, né le 13 mars 1952 à Dakar (Territoire du Sénégal), est un microbiologiste français, spécialiste des maladies infectieuses, professeur des universités - praticien hospitalier au sein de l'université d'Aix-Marseille et des Hôpitaux universitaires de Marseille jusqu'à son éméritat en 2021, ainsi que directeur de l'institut hospitalo-universitaire Méditerranée Infection de 2011 à 2022.
Lauréat du grand prix de l'Inserm en 2010, il étudie pendant sa carrière et avec son équipe marseillaise, des virus complexes et des bactéries.
En 2020, Didier Raoult acquiert une notoriété médiatique internationale au début de la pandémie de Covid-19 lorsqu'il préconise un traitement à base d'hydroxychloroquine qui devait résoudre la crise sanitaire, mais dont l'efficacité n'a jamais été démontrée. Pour cette promotion infondée du traitement, une étude clinique réalisée sans autorisation, et sa publication ne respectant pas la rigueur scientifique, il est condamné en 2024 à deux ans d'interdiction d'exercice de la médecine.  
Ses positions controversées sur la pandémie de Covid-19 ainsi que ses propos polémiques sur les enjeux financiers et politiques de la recherche engendrent de vives critiques de la part de la communauté scientifique. Il fait actuellement partie des vingt chercheurs au monde ayant le plus d'études scientifiques rétractées pour diverses raisons éthiques ou méthodologiques.

## Biographie

### Jeunesse et famille

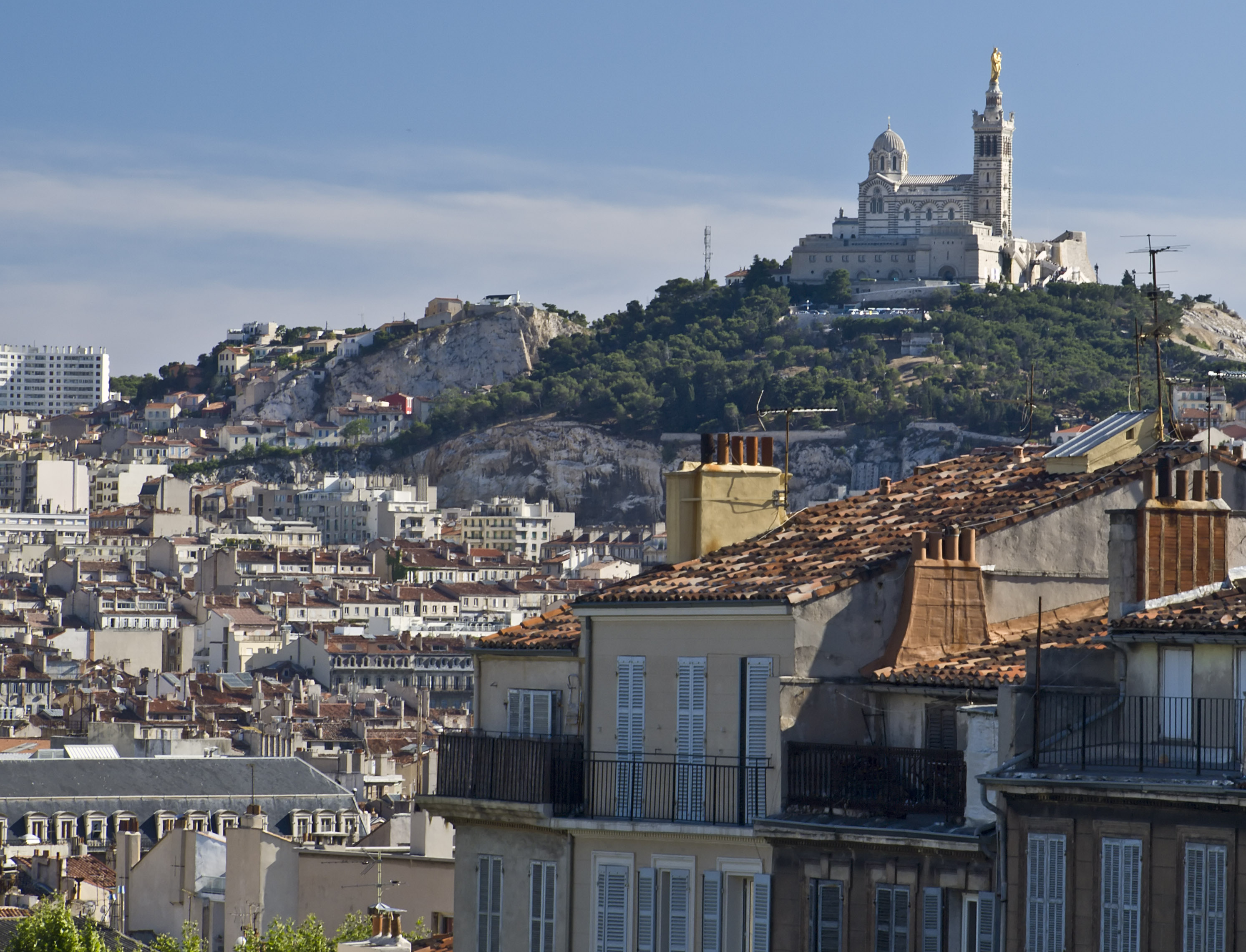
Marseille, ville de résidence et de travail de Didier Raoult, éponyme du Marseillevirus, genre de girus découvert en 2009 par le microbiologiste et son équipe.

Didier Raoult naît le 13 mars 1952 à Dakar, au Sénégal alors possession française. Il garde un lien affectif avec ce pays et le continent africain. Il est le dernier d'une fratrie de six enfants, fils d'André Raoult (1909-1978),, un médecin militaire originaire de Bretagne, fondateur de l'Organisme de recherches sur l'alimentation et la nutrition africaines (Orana),, et de Francine Le Gendre (1912-2009), une infirmière née à Marseille, petite-fille de Louis Paul Le Gendre (1854-1936), un médecin des hôpitaux de Paris (hôpital Tenon et hôpital Lariboisière) et infectiologue renommé,.
La famille s'installe à Marseille en 1961.
Il effectue une partie de sa scolarité dans un lycée de Nice, puis dans un internat à Briançon. Mauvais élève,, Didier Raoult part travailler à 17 ans, pendant deux ans selon certaines sources mais en fait probablement moins de six mois, sur des bateaux, paquebot de croisière, ou navire de la marine marchande, selon les sources.
D'après le sociologue Frédéric Pierru, l'éducation stricte qu'il reçoit de son père militaire aurait eu des conséquences sur sa révolte adolescente et son échec scolaire.
Marié en 1982 avec Natacha Caïn, psychiatre, fille du psychiatre et psychanalyste Jacques Caïn, dont la famille est originaire du Comtat Venaissin, et d'Anne Caïn (née Zeitlin), psychanalyste et psychodramatiste issue d'une famille d'origine juive lituanienne,,,, il est père de trois enfants.

### Formation médicale et en biologie
En 1972, il passe un baccalauréat littéraire en candidat libre, puis, alors qu'il n'a aucune vocation dans ce domaine, il s'inscrit à la faculté de médecine de Marseille, car « c'étaient les seules études que son père acceptait de financer ». Il réussit le concours de l'internat (devenu épreuves classantes nationales) et souhaite devenir obstétricien, mais son classement au concours ne le lui permet pas. Il devient donc infectiologue comme son arrière-grand-père maternel, Paul Le Gendre.

#### Cursus en médecine
- 1981 : il obtient son diplôme d'État de docteur en médecine, après avoir soutenu sa thèse d'exercice à l'université d'Aix-Marseille II[20],[21]. La même année, il obtient le diplôme de médecine tropicale de l'université de Marseille[22] et un certificat d'études supérieures (CES) en bactériologie-virologie clinique.
- 1982 : CES en diagnostic biologique parasitaire.
- 1983 : diplôme de l'U.S. Department of Health and Human Services (Center for Disease Control - Atlanta, États-Unis) : Principles of Epidemiology.
- 1984 : diplôme de l'U.S. Department of Health and Human Services (Center for Disease Control - Atlanta, États-Unis) : Communicable Disease Control[23]. Cette même année, il obtient le titre de spécialiste en médecine interne en France[24].

#### Cursus en biologie humaine
- 1981 : certificat en bactériologie-virologie générale.
- 1982 : certificat de pharmacologie générale. Il obtient également une attestation d'études approfondies (AEA) de bactériologie (Montpellier).
- 1983 : diplôme d'études et de recherche en biologie humaine (DERBH) à Montpellier.
- 1985 : doctorat d'État en biologie humaine : Nouveaux aspects cliniques, biologiques, physiopathologiques et épidémiologiques de la fièvre boutonneuse méditerranéenne. Mise au point et applications de nouvelles techniques sérologiques (Montpellier)[24].

## Carrière professionnelle

### Recherche
Didier Raoult découvre un moyen de cultiver les rickettsies, ce qui lui permet de les étudier et en 1983, il crée l'Unité des rickettsies. Devenu professeur, il dirige des thèses sur les maladies infectieuses à la faculté des sciences médicales et paramédicales de Marseille, : de 1988 à 2018, il fait soutenir quatre-vingt-neuf thèses. Il est président de l'université de la Méditerranée Aix-Marseille II de 1994 (où il est élu face à Michel Fougereau) à 1999,.
Il est notamment connu pour ses contributions à la recherche sur le mimivirus, qui ont ouvert un champ complètement inexploré, celui des girus. Ses découvertes scientifiques sont récompensées par le Grand prix Inserm en 2010, décerné pour l'ensemble de ses travaux sur les agents pathogènes et sa co-découverte des virus géants, et le prix de la fondation Louis D. (Institut de France) en 2015 pour son étude sur le répertoire des microbes du tube digestif et l'évolution de son activité antibiotique,,.
Didier Raoult se revendique « premier expert » des maladies infectieuses au niveau mondial et affirme que le site américain Expertscape permet d'évaluer l'expertise de scientifiques, et confirmerait cette revendication. Cependant Libération remarque que bien que la compétence de Didier Raoult sur le sujet soit reconnue en 2020, le site ne permet pas d'évaluer sérieusement l'expertise d'un scientifique.
Décrit en mars 2020 comme « l'un des meilleurs infectiologues de la planète », selon Le Point, « ponte de la recherche », Raoult est connu pour avoir fait évoluer, en collaboration avec son équipe, via leurs nombreux essais cliniques et leurs brevets, la science des bactéries de manière significative.
Toutefois, son aura scientifique est progressivement entachée par ses prises de position et ses publications lors de la pandémie de Covid-19, ce que le New York Times résume en mai 2020 par ce titre « He Was a Science Star. Then He Promoted a Questionable Cure for Covid-19 » (« C'était une star de la science. Puis il a fait la promotion d'un remède douteux contre la Covid-19 »).

#### Virus géants

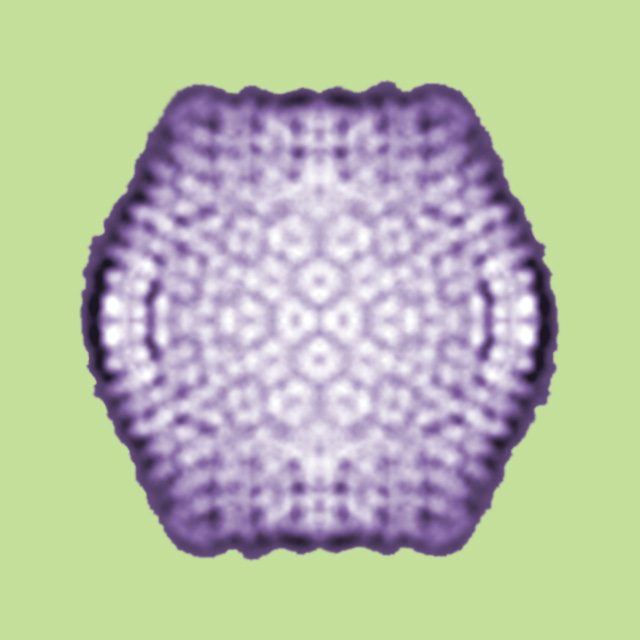
Virus Spoutnik.

Sa co-découverte (avec l'équipe de Jean-Michel Claverie et Chantal Abergel,) des virus géants remet selon eux profondément en cause la classification des virus. Concernant les virus géants, Raoult a identifié en 1992, avec Jean-Michel Claverie, mimivirus, un virus géant d'amibe,. Depuis, les recherches sur mimivirus se poursuivent avec la publication de son génome, la découverte en 2008 de Mamavirus, virus encore plus grand, et d'un petit virus capable de l'infecter pour se reproduire : Spoutnik, le premier virophage découvert,,, ; la mise en évidence dans mimivirus d'un mécanisme de défense empêchant l'implantation du virophage dans l'usine à virus (MIMIVIRE).
Mimivirus possède des gènes ayant des fonctions de synthèse de protéines qui sont le propre des organismes cellulaires, dont les virus ne font pas partie. Raoult avance l'idée que les virus géants sont d'une nature différente des autres virus et qu'ils constituent un quatrième domaine du vivant, les « mégavirales », aux côtés des eucaryotes, bactéries et archées. Pour Raoult, le « vivant » pourrait se caractériser par « la faculté de transmettre de l'information » contenue dans l'ADN et propagée par l'ARN messager, une faculté que possèdent les virus géants comme les trois grandes familles qui constituent le domaine du vivant. Mais l'idée d'une quatrième branche du vivant est controversée.
En 2003, Didier Raoult et Jean-Michel Claverie émettent également l'idée que les virus aient un autre ancêtre que Luca, plus vieil ancêtre commun au domaine du vivant. Ils se basent sur l'identification de structures ou de gènes communs aux virus mais absents du règne des cellules, ce qui induirait selon eux que les virus possèdent des ancêtres cellulaires préexistant à Luca.
Par ailleurs, son équipe a découvert les Marseillevirus et les Faustovirus.

#### Bactéries nouvelles
Depuis les années 1990, Le Monde avance que Didier Raoult a identifié et décrit avec son équipe une centaine de nouvelles bactéries pathogènes.

#### Hypothèses de recherche sur le sida
Didier Raoult publie en 2014, dans sa revue Clinical Microbiology and Infection, une étude sur deux patients identifiés par les équipes de l'immunologiste Yves Lévy à l'hôpital Henri-Mondor. Cette étude fait l'analogie entre l'évolution de rétrovirus du koala (en) alors en cours d'endogénéisation et une apparente guérison spontanée de l'infection par le VIH chez deux patients jamais traités par antirétroviraux et n'ayant aucun symptôme clinique lié au VIH ni aucun acide nucléique VIH détectable dans le sang par les tests diagnostics standards. Les séquences VIH obtenues chez ces deux patients à l'aide de techniques modernes de séquençage ont montré que les gènes VIH étaient inactivés par le remplacement des codons tryptophane par des codons-stop. Didier Raoult et ses co-auteurs font l'hypothèse que ce pourrait être dû à l'action d'une enzyme cellulaire, APOBEC, et recommande que cette piste soit étudiée, car si c'était confirmé, cela pourrait ouvrir la voie à la recherche de nouvelles formes de traitement du sida. Bien que le sida ne fasse pas partie de son champ de compétences, il indique avoir « voulu donner un point de vue évolutionniste sur cette maladie », et sa découverte serait alors une illustration de « l'hypothèse de la reine rouge ». Cette piste est accueillie comme intéressante, mais restant à prouver ; un médecin souligne que malgré le bruit médiatique fait autour de cette publication, il n'y a rien de bien nouveau puisque « les patients décrits dans cette étude sont des contrôleurs du VIH (des patients capables de contrôler spontanément l'infection du VIH dans leur corps), un phénotype décrit depuis 2005 », et le mécanisme analysé est correct, mais déjà connu.

### Nombre de publications scientifiques et taux de citations
Didier Raoult est un fervent défenseur de la bibliométrie dont il explique qu'elle permet de rationaliser la compétition entre les savants grâce à des algorithmes qui évaluent les chercheurs en quantifiant leurs publications et l'impact de celles-ci,. Selon l'analyse du journaliste Benoît Gilles de Marsactu, il l'utilise comme un moyen de construire sa réputation et ses réseaux, en s'appuyant sur une stratégie de publication destinée à le placer au premier rang. Didier Raoult a co-signé de nombreux articles (entre 2 000 et 3 000 jusqu'en 2020, selon les estimations par Le Point et Marsactu à partir de la base de données PubMed, 2 018 articles entre 1979 et 2018 selon l'interrogation par Le Monde de la base de données SCOPUS), certains dans des revues prestigieuses, mais l'immense majorité dans des revues à faible impact,. Des centaines de ses articles sont publiés dans des revues éditées par ses propres collaborateurs,, : l'hebdomadaire Le Point donne à ce sujet l'exemple de la revue New Microbes and New Infections, dont l'éditeur en chef Michel Drancourt travaille depuis 35 ans avec Didier Raoult, et dont 230 articles, soit un tiers de toute la production du journal, sont signés par Didier Raoult,,,.
Selon Scott Sayare du New York Times Magazine, Raoult est réputé être un travailleur infatigable, mais atteint aussi son taux exceptionnel de publications et citations en associant son nom à presque tous les articles publiés par son institut. Le Monde note aussi que Didier Raoult cite beaucoup ses propres articles (il est « dans les 8 534 auteurs les plus adeptes de cette pratique dans le monde »), ce qui « gonfle ainsi ses scores ». L'indice h de Didier Raoult sur Google Scholar est de 185, et de 120 sur Web of Science. Cependant, au moins 25 % des citations de Didier Raoult sont des auto-citations, et ce chiffre ne prend pas en compte les citations faites par d'autres membres de son unité. Par ailleurs, son article le plus cité est son article sur l'usage de l'hydroxychloroquine sur la Covid-19, article cité essentiellement par des chercheurs qui en réfutent les conclusions[réf. nécessaire]. En 2008, il est classé parmi les dix premiers chercheurs français par la revue Nature quant au nombre de publications comme de citations reprenant ses travaux. Par ailleurs, selon la source ISI Web of Knowledge, Didier Raoult est un des chercheurs qui publient le plus en France.
Ce nombre élevé de publications est important pour le financement de l'AP-HM,, : le système d'interrogation, de gestion et d'analyse des publications scientifiques (Sigaps) lie la dotation annuelle de chaque IHU au nombre de publications de ses chercheurs et praticiens,,. Par exemple, les 77 articles publiés par Didier Raoult en 2017 dans la revue New Microbes and New Infections, éditée par des chercheurs de son institution et classée au plus bas dans sigaps, ont mécaniquement rapporté 800 000 € à l'AP-HM. En 2018, Didier Raoult expliquait : « Je rapporte au moins onze millions d’euros par an à l’AP-HM ». Selon Le Point, chacun des quarante articles « signés par Didier Raoult dans le « International Journal of Antimicrobial Agents », dont l'éditeur en chef travaille au sein de son IHU, a ainsi rapporté de 3 600 euros à 14 400 euros par an à l'AP-HM ». Didier Raoult reconnait avoir « menacé de faire la grève des signatures » des articles pour obtenir son institut quand il ne disposait que d'un pôle dédié aux maladies infectieuses,,.

### Retraite et reconversion dans les cosmétiques
Le 31 août 2021, il prend sa retraite de professeur des universités-praticien hospitalier, la direction des Hôpitaux universitaires de Marseille ayant refusé sa demande de cumul emploi-retraite. François Crémieux, nommé à la tête de l'AP-HM en juin 2021, et Éric Berton, président de l'Université Aix-Marseille souhaitent qu'il abandonne aussi la direction de l'IHU, piloté par une fondation privée. Ces décisions sont prises à un moment où les prises de positions de Didier Raoult sur les variants et la vaccination sont considérées comme étant de plus en plus problématiques, où ses soutiens locaux faiblissent, et où l'image de l'IHU auprès de ses partenaires est largement dégradée,. Il souhaite néanmoins conserver un an supplémentaire la direction de l'IHU, dont les statuts indiquent que « le directeur est nommé, après avis du conseil d’administration, par [son] président ». Le 17 septembre 2021 le conseil d'administration met en route une procédure de recrutement, qui « aboutira à la désignation de la nouvelle directrice ou du nouveau directeur au plus tard le 30 juin 2022, pour une prise de poste au plus tard le 30 septembre 2022 »,. Le nouveau directeur est finalement désigné en juillet 2022,. 
En octobre 2024, la chambre disciplinaire nationale interdit à Didier Raoult l'exercice de la médecine pendant deux ans à compter du 1er février 2025. En janvier 2025, il annonce se lancer dans l'industrie cosmétique et crée une start-up spécialisée dans les crèmes anti-âge.

## Controverses sur les publications scientifiques et la déontologie

### Interdiction temporaire de publication dans les revues de la Société américaine de microbiologie
En 2006, Didier Raoult et quatre de ses co-auteurs sont interdits de publication pendant un an dans les revues de la Société américaine de microbiologie (ASM), comme l'a révélé en 2012 un article à propos de Didier Raoult publié dans la revue Science,,. La sanction fait suite à un de leurs articles publié en 2006 dans le journal Infection and Immunity (en), qui présentait les mêmes chiffres pour des résultats d'expériences prétendument différentes, ce qui caractérise un manquement éthique selon les représentants de l'ASM. En réponse à l'ASM, le deuxième et le dernier auteur plaident une simple erreur et veulent en assumer la pleine responsabilité, expliquant qu'ils n'avaient pas montré l'article aux autres auteurs alors en vacances. L'ASM, non convaincue par les réponses apportées, interdit aux cinq auteurs dont Didier Raoult de publier dans ses revues pendant une année. Didier Raoult fait appel de l'interdiction (sans succès), démissionne du panel éditorial de deux autres revues de l'ASM, annule son adhésion et interdit aux membres de son laboratoire de publier dans les revues de l'ASM.

### Critiques de la méthodologie et l'intégrité scientifique
En avril 2020, Mediapart publie une enquête sur l'IHU de Marseille dans laquelle certains chercheurs affirment que la peur de contredire Didier Raoult peut inciter à biaiser les résultats d'expériences.
Entre mars 2020 et mars 2021, la chercheuse indépendante Elisabeth Bik publie soixante commentaires sur soixante articles signés par Didier Raoult,,. Ses commentaires concernent de possibles oublis de déclaration de conflits d'intérêts (dix articles), des anomalies avec les images par exemple des images identiques dans des expériences différentes (plus de vingt articles), et des questions d'éthique concernant des « recherches impliquant la personne humaine » (plus de la moitié des articles). Un an plus tard, l'un de ces articles a été rétracté, l'un a fait l'objet d'une correction, et deux autres sont encore en cours d'enquête. Devant le Sénat français le 15 septembre 2020, Didier Raoult déclare être « traqué » par cette « fille » depuis qu'il est « célèbre », et la qualifie de « cinglée ». Il affirme n'avoir jamais fraudé de sa vie et que ses « 3 500 publications internationales » doivent contenir certainement beaucoup plus d'erreurs que celles signalées par Elisabeth Bik, estimant son taux d'erreur entre 2 et 4 %,. Raoult et un autre professeur de l'IHU, Eric Chabrière, annoncent avoir porté plainte le 29 avril 2021 contre elle pour « harcèlement, tentative de chantage et d’extorsion ». Ils appuient l'accusation de tentative de chantage sur un tweet d'Elisabeth Bik, dont, selon Le Monde, ils n'ont pas compris l'ironie. Le 5 mai 2021, l'association citoyenne Citizen4Science, constituée de scientifiques et de citoyens, dénonce le harcèlement subi par les porteurs de l'intégrité scientifique de la part des chercheurs de l'IHU Marseille dans un communiqué de presse, et lance une pétition qui recueille plusieurs milliers de signatures sur le site change.org,,,. Le 18 mai 2021, une lettre ouverte signée par des centaines de scientifiques prend également la défense de la chercheuse. Le 1er juin 2021, l'École normale supérieure dénonce la stratégie d'intimidation de Raoult sur Elisabeth Bik ; dans un communiqué du 7 juin 2021 intitulé Les prétoires ne sont pas des laboratoires, le CNRS dit avoir « pris connaissance avec consternation » de cette plainte de Didier Raoult, dénonce la « judiciarisation de la critique et de la controverse scientifique » et rappelle que « la validation scientifique doit rester avant tout basée sur celle des pairs »,. En septembre 2022, et juillet 2023 Elisabeth Bik disait n'avoir pas été informée d'une suite qui aurait été donnée à cette plainte.
Le 20 mai 2021, le biologiste moléculaire et chercheur au CNRS Hervé Seitz, poste en ligne une pré-publication intitulée « Hydroxychloroquine et Covid-19 : résumé d’un an de controverse ». Ce chercheur montpelliérain qui a recensé 2 470 articles scientifiques sur la chloroquine et l'hydroxychloroquine dénonce en conclusion un « scandale sanitaire initié par des mensonges délibérés de la part du laboratoire du professeur Raoult » qui relève selon lui de la fraude scientifique et la responsabilité pénale,.
Le 15 juin 2021, l'université Aix-Marseille révèle avoir lancé une enquête interne sur les études du Pr Raoult, à sa demande, pour étudier l'intégrité de ses travaux scientifiques sur le traitement du Covid, réalisée par des experts indépendants,. Dans un compte rendu des entretiens conduits par l'Université d'Aix-Marseille, l'Inserm et l'AP-HM, des membres de l'IHU dénoncent la falsification de résultats scientifiques avec pour but de démontrer l'efficacité de l'hydroxychloroquine ; ces dénonciations déclenchent une nouvelle enquête de l'AP-HM. Selon la CGT, « cette fuite […] livre les personnels à la vindicte de Didier Raoult et de ses adjoints, dont les habitudes de pression, d’intimidation et d’humiliation ont été largement rapportées et dénoncées ». L'AP-HM met en place une procédure pour faire remonter des témoignages et des demandes de protection.
Le 9 décembre 2021, l'IHU sous la direction de Didier Raoult, annonce avoir découvert un nouveau variant de la Covid-19 baptisé sous le nom variant IHU. Selon L'Express, le variant en question avait déjà été découvert le 25 octobre précédent dans des prélèvements analysés par le laboratoire Cerba de Paris. Le généticien François Balloux, professeur et directeur de l'institut de génétique de l'University College de Londres, indique que cette annonce a créé « un bruit de fond qui a malheureusement été amplifié, alors que la situation est déjà suffisamment anxiogène comme ça ».
En juin 2022, AMU demande à un groupe d'experts internationaux d'éplucher huit études scientifiques de l'IHU suspectées de fraudes ou de manquements éthiques. L'Université obtient leur rapport, accablant, en janvier 2023, mais l'enterre, et ne le rend public qu'en octobre 2024 après une saisine de la commission d'accès aux documents administratifs. Les auteurs de ce rapport confirment des manquements éthiques majeurs ou le non-respect de la loi dans le cas de chacune des huit études analysées, et critiquent la gouvernance en place à l'IHU et à l'université,.
En septembre 2022, l'IGAS en collaboration avec l'IGESR publie un rapport sur l'IHU qui conduit la ministre de l'Enseignement supérieur et de la Recherche, Sylvie Retailleau, et le ministre de la Santé, François Braun, à saisir le parquet de Marseille. Il est reproché à Didier Raoult d'administrer des molécules en dehors de leur autorisation de mise sur le marché, un management autoritaire pour imposer la prescription de ces molécules et des manquements graves à l'éthique sur les recherches cliniques.
En 2022, la maison d'édition PLOS, après avoir examiné plus de 100 articles de l'IHU, conclut que des problèmes dans 49 des articles (dont 48 signés de Didier Raoult), y compris la réutilisation des numéros de référence d'approbation éthique, justifient des alertes.

#### Rétractation d'études
Selon le site IHU retractation, en avril 2024, 13 publications d'études de Didier Raoult ont été rétractées et plus de 240 études font l'objet d'avertissements,. En mars 2025, Retraction Watch rapporte qu'une trentaine d'études du microbiologiste ont été rétractées et des dizaines d’autres sont sous enquête,. Selon ce même site, Didier Raoult se trouverait parmi les vingt scientifques du monde ayant le plus d'études retractées.
En avril 2025, International Journal of Infectious Diseases rétracte une étude de Didier Raoult et d'autres membres de l’IHU de Marseille publiée en 2020 pour violation de la réglementation concernant des prélèvements rectaux et vaginaux effectués par les étudiants. En 2022, l’ANSM saisit le procureur de la République concernant le cadre légal de ces prélévements.
Selon L'Express, un rapport d'une enquête interne ouverte en 2022 concernant l'IHU Méditerranée Infection et caché pendant plusieurs années soulève de graves problèmes éthiques concernant huit autres articles de l'IHU Méditerranée Infection ainsi que le fonctionnement de l'Université.
L'étude de Philippe Gautret et Didier Raoult de 2020 sur l'efficacité du traitement du Covid-19 par l'hydroxychloroquine est notamment rétractée en décembre 2024 en raison de non-respect de multiples règles, mais aussi de la manipulation ou l'interprétation problématique de résultats, et de l'inquiétude de trois des auteurs de l'article concernant la méthodologie et les conclusions,,. L'éditeur indique que trois des auteurs de l'étude eux-mêmes ont émis des préoccupations concernant la méthodologie et la conclusion de l'article. Pour la revue Nature, il s'agit du deuxième article rétracté le plus cité, et également l'article sur la Covid-19 le plus cité à être rétracté, avec plus de 3 400 citations. En 2024, une autre étude sur l’efficacité de l’hydroxycholoroquine publiée en 2023 est retirée, celle-ci avait été effectuée plus de 30 000 patients sans autorisation.

### Rapport sur les risques épidémiologiques
En 2003, à la demande de Jean-François Mattei, alors ministre de la Santé, Raoult rédige durant l'épidémie de SRAS de 2002-2004 un rapport sur le bioterrorisme et les risques épidémiologiques et note que « le risque actuel d'apparition de mutants de virus respiratoires, en particulier de la grippe, est le phénomène le plus redoutable ». Il pointe également l'impréparation du système de santé français en cas de pandémie. Il recommande un grand discours fondateur d'une nouvelle politique de santé qui serait capable de mieux anticiper les risques épidémiologiques dont il voit qu'ils deviendront un des enjeux forts d'un monde interconnecté. Il met en garde contre les risques de débordement des services de santé français et recommande de doter les hôpitaux d'infectiopôles, notamment d'unités de fabrication de tests, afin de repérer le plus vite possible, et le plus tôt possible, les premiers malades,.

### Urmite

#### Financement et critique
De 2008 à 2017, il dirige l'Unité de recherche sur les maladies infectieuses et tropicales émergentes (Urmite) à Marseille et à Dakar au sein du campus de Hann, de l'Institut de recherche pour le développement (IRD) et de l'université Cheikh-Anta-Diop (UCAD). En 2008, 10 % seulement de ses financements sont récurrents et il se procure le reste auprès des industriels et des collectivités territoriales. Il critique le système « égalitariste » français et demande des évaluations individuelles, afin que les chercheurs les plus compétents soient mieux financés.
Selon un article de Mediapart d'avril 2020, deux rapports émis par « une quinzaine de chercheurs européens venant notamment du University College de Londres (UCL), de l'Institut Bernhard Nocht de médecine tropicale de Hambourg ou de l'Institut Pasteur », affirment lors d'une évaluation menée par le Haut Conseil de l'évaluation de la recherche et de l'enseignement supérieur en 2018 que ses unités de recherche manquent « d'expertise dans des domaines clefs », en particulier « en épidémiologie », et n'approfondissent pas assez leurs études, par exemple pour connaître les effets d'un virus sur le corps humain. Les évaluateurs reprochent que la priorité soit donnée au « volume de publications plutôt qu'à leur qualité », estimant qu'une compilation de nouvelles bactéries — comme « on collectionne les timbres » — ne procure pas plus d'avancée pour la recherche scientifique et médicale. Ils jugent « désespérée » la création de la revue New Microbes and New Infections destinée à publier des articles refusés par les autres revues. Pour le chercheur Romain Garrouste, cette critique n'est pas surprenante. Selon lui, de nombreuses publications de Raoult concerne de nouvelles bactéries ou virus et la taxonomie — l'« inventaire du vivant » — est souvent dénigrée. D'après lui, il existe également un « biais taxonomique » : il est difficile de publier dans une revue de renom lorsque l'organisme décrit n'est pas « extraordinaire » alors que, selon lui, chaque organisme a le même intérêt biologique intrinsèque et qu'il est « essentiel de publier dès que possible une découverte, quelle qu'elle soit ».

#### Accusations de harcèlement au sein de son unité
Le 31 mars 2017, douze ingénieurs et techniciens rattachés à l'Urmite, mais employés du CNRS, de l'Inserm, de l'université d'Aix-Marseille ou de l'IRD, envoient une lettre anonyme aux Comités d'hygiène, de sécurité et des conditions de travail (CHSCT) de ces quatre organismes de tutelle de l'IHU. Ils y affirment subir une situation « insupportable et dégradante », découlant d'une absence de reconnaissance et de considération pour leur travail, de comportements inappropriés, humiliations, altercations verbales et menaces répétées de certains personnels et directeurs de recherche, du manque de représentants élus, ainsi que des conditions de travail « en dehors de toute règle »,. Quatre plaintes pour harcèlement ou agression sexuelle sont déposées à l'encontre de chercheurs ou d'enseignants de l'Urmite,.
Didier Raoult nie la présence de tout climat malsain au sein de son unité. D'après lui, ces accusations seraient le résultat d'une minorité de détracteurs, jaloux du succès de l'IHU,. En ce qui concerne les accusations de harcèlement et agressions sexuelles, il affirme avoir réglé le problème et dénonce le fait que le CNRS ait voulu rendre justice lui-même en révoquant le chercheur accusé de harcèlement,,.
Le 9 octobre 2017, Marsactu dévoile le contenu du rapport sur l'Urmite rédigé après la visite en juillet 2017 des CHSCT des quatre organismes de tutelle,,. Selon Marsactu, le rapport est « très sévère ». Il se conclut sur 26 « constats et préconisations », dont, notamment, la mise en place d'une médiation au sein des unités,. Le rapport fait état de l'existence de trois « clans » : ceux qui expriment leurs souffrances, ceux qui expriment leur bien-être et s'insurgent à l'écoute des plaintes, et les silencieux. Des ingénieurs et techniciens affirment que leur travail n'est pas reconnu par la hiérarchie et que, notamment, leurs noms ne sont pas mentionnés dans les articles scientifiques. Un chef de service ayant reconnu ne pas faire signer systématiquement tous les techniciens, le rapport recommande : « Rappeler les règles éthiques en termes de signature des articles scientifiques ». Également dans le rapport, deux témoignages écrits rapportent des « mépris et maltraitance verbale durant les réunions ». À ce sujet, Marsactu, qui a enquêté auprès d'anciens membres de l'Urmite, indique que les témoignages anonymes de ces derniers « recoupent largement les points de vue soutenus dans le rapport ». Inversement, Marsactu note que le « clan des partisans de la méthode Raoult » a publié une pétition, « Laissez nous travailler », signée par 333 personnes très positives au sujet de l'Urmite.

### L'IHU Méditerranée Infection
Grâce à la subvention la plus élevée accordée en France pour la recherche médicale (72,3 millions d'euros portés par l'ANR dans le cadre du Programme investissements d'avenir (PIA),), Didier Raoult fait construire un nouveau bâtiment pour accueillir l'IHU Méditerranée Infection, inauguré en 2018. Cet institut est dédié au diagnostic, à la prise en charge et à l'étude des maladies infectieuses y compris les soins, la recherche et l'enseignement. L'IHU Méditerranée Infection a pour membres fondateurs : université d'Aix-Marseille, Assistance publique - Hôpitaux de Marseille, BioMérieux, l'Établissement français du sang, l'IRD, le Service de santé des armées. Il bénéficie de l'aide de l'Union européenne et du Fonds européen de développement régional ainsi que de nombreux partenariats. L'IHU héberge huit start-ups qui, en retour, réservent 5 % de leur capital à l'IHU. Didier Raoult possède 23 % de Techno-Jouvence, qui étudie les planaires pour régénérer les cellules souches,.
En juillet 2022, La Provence révèle des extraits du rapport intermédiaire de l'IGAS à la suite de son inspection dans ces locaux. Ce rapport dénonce un management par la terreur, une production sans valeur scientifique et de mauvaises pratiques médicales allant à l'encontre du code de santé publique. Le rapport relève également que les médecins qui ne souhaitaient pas prescrire le traitement hydroxychloroquine et azithromycine aux patients Covid-19 subissaient de fortes pressions pour le prescrire. Selon l'IGAS, ces éléments sont « de nature à relever d'une qualification pénale »,.

### Relations avec les institutions
Didier Raoult critique une hyper-centralisation de la recherche médicale française et attribue un déclin de cette dernière à l'Institut national de la santé et de la recherche médicale (Inserm). Il est en faveur d'une plus grande liberté de recherche par rapport à l'État et affiche une hostilité envers le milieu médical parisien.
À partir de 2014, année où Yves Lévy est nommé à la tête de l'Inserm, Didier Raoult accentue ses critiques de l'institution via des tribunes de presse. Depuis longtemps, Didier Raoult critique l'engagement de fonds colossaux dans la recherche d'un vaccin contre le sida, domaine d'expertise d'Yves Lévy. La nomination d'Agnès Buzyn, épouse d'Yves Lévy, au poste de ministre de la Santé est suivie d'une décision ministérielle le 2 octobre 2017 visant à ramener les instituts hospitalo-universitaires (IHU) dans le giron de l'Inserm tout en divisant leurs crédits par deux, le tout selon les critères demandés par son mari, alimentant le soupçon de conflit d'intérêts. Raoult, très attaché au statut de « fondation » des IHU, affirme dans les médias l'existence de ce conflit d'intérêts et accuse Yves Lévy de vouloir diriger les IHU depuis Paris. Le projet de la ministre de la santé échoue. Le neuroscientifique Richard Frackowiak, qui a démissionné « avec fracas » le 6 octobre 2017 de la présidence du jury international des IHU, déclare : « J'avais vu les liens entre le ministère et l'Inserm. J'ai alors présenté ma démission en défendant le modèle des IHU et les 200 millions qu’on nous prenait. Finalement j’ai obtenu gain de cause car leur position était intenable »,,,,.
En 2018, l'Inserm et le CNRS retirent leurs labels aux unités de recherches de Didier Raoult après une mauvaise évaluation par le Haut Conseil de l'évaluation de la recherche et de l'enseignement supérieur (HCERES) et des accusations de harcèlement visant certains chercheurs de l'IHU,. Ni Agnès Buzyn, ni Frédérique Vidal ne sont présentes à l'inauguration des nouveaux locaux. La gouvernance de l'institut n'est pas remise en cause : selon Le Monde, « on touche là cruellement du doigt les limites du mandarinat et du localisme ».
Plus généralement, d'après Paris Match, Raoult s'est fait des ennemis, ayant trop rudoyé ses confrères, et il a apparemment « autant d'estime pour les journalistes, que pour les énarques, sur lesquels il cogne allégrement ».

### Soupçons d'essais illégaux sur des patients tuberculeux
Médiapart révèle que Didier Raoult a conduit de 2017 à mars 2021 des essais cliniques de molécules contre la tuberculose et ce malgré les refus répétés de l'Agence nationale de sécurité du médicament et des produits de santé (ANSM). L'ANSM et l'AP-HM ont indiqué au journal que des suites judiciaires allaient être données.
Des sources internes à l'IHU ont révélé que ces essais avaient été menés sans que l'efficacité de ces médicaments, la minocycline et la sulfadiazine notamment, ne soit démontrée, sur des patients ne comprenant pas bien le français et donc ne pouvant pas donner leur consentement éclairé.
Lors de cet essai, plusieurs signalements attestent que des patients, dont un mineur de 17 ans, ont développé des complications rénales sévères (un des effets secondaires de la sulfadiazine) qui a nécessité la pose de sonde pour rétablir les fonctions rénales. En septembre 2019, un nourrisson aurait contracté une tuberculose après avoir vécu pendant plusieurs mois avec son grand-père infecté et traité par le protocole expérimental de l'IHU. Peu après, en novembre 2019, la Société de pathologie infectieuse de langue française (SPILF) intime à Didier Raoult de mettre un terme à son protocole.
D'après Christian Lehmann, la méthode — utiliser un médicament non-indiqué pour tenter de vérifier ses effets sur une pathologie donnée — était la même que l'usage de hydroxychloroquine contre la Covid-19 : « se basant sur sa seule intuition, Didier Raoult a utilisé des antibiotiques peu efficaces contre le bacille de Koch, aux effets indésirables graves, sur des patients qui ont subi des complications et ont pu contaminer leurs proches en n'étant pas soignés correctement ». Un collaborateur de Didier Raoult témoigne après des complications sévères sur des patients de l'essai : « la goutte d'eau a été de voir deux patients finir en urgence au bloc opératoire pour des complications rénales qu'on aurait pu éviter. Ils sont roumains et ne porteront jamais plainte. Ils ne se doutent même pas qu'ils ont été utilisés pour des essais interdits. ». D'autres employés de l'IHU constatent des conditions inhumaines lors de ces essais.
En juin 2022, un rapport d'inspection publié par l'ANSM n'a pas mis en évidence d'éléments objectivant la mise en œuvre de RIPH (recherche impliquant la personne humaine) non autorisées[source secondaire nécessaire].

## Prises de position et notoriété médiatique
Selon le portrait que l'Inserm dresse de lui, Didier Raoult n'aime ni les consortiums ni le consensus et se réjouit des controverses scientifiques.
Ses prises de position sont parfois qualifiées d'iconoclastes, mais jugées toujours polarisantes, ce qui lui vaut des soutiens hétéroclites, dont celui des amateurs de théories du complot,.

### Médiatisation
Avec ses prises de position sur la pandémie de Covid-19, critiquées par la communauté scientifique,,,, Didier Raoult devient, en 2020, l'une des personnalités les plus suivies par les médias grand public et les réseaux sociaux en France. En mars 2020, il apparaît en deuxième place du baromètre Odoxa des personnalités préférées des Français. Sa chaîne YouTube de l'IHU de Marseille totalise des millions de vues ; son compte Twitter personnel atteint 100 000 abonnés trois jours après sa création et approche les 600 000 en juin 2020. Il est soutenu par des personnalités (Jean-Marie Bigard, Jair Bolsonaro,, Valérie Boyer, Christian Estrosi, Éric Cantona, Gilbert Collard, Dieudonné, Laeticia Hallyday, Elon Musk[source insuffisante], Michel Onfray), certains médecins (Violaine Guérin, Philippe Douste-Blazy, Christian Perronne, Michèle Barzach, Marc Gentilini, Patrick Pelloux, Paul Trouillas, Martine Wonner, alors que d'autres témoignent de leur opposition), et des groupes de citoyens sur les réseaux sociaux, — entre autres des Gilets Jaunes. Le groupe Facebook « Didier Raoult Vs Coronavirus », créé le 20 mars 2020, réunit en quelques jours 370 000 membres ; selon l'analyse de la Revue des médias de l'INA, le contenu de ce qui y est publié s'apparente à une communication institutionnelle de l'IHU de Marseille, ce qui limite la portée de la comparaison avec les « gilets jaunes ». Il devient une figure centrale dans les milieux complotistes. Cette période apporte à Didier Raoult une importante notoriété médiatique.
Une enquête réalisée par YouGov les 27 et 28 mai 2020, peu après l'abrogation du décret autorisant l'usage de l'hydroxychloroquine pour traiter la Covid-19, indique que les Français font plus confiance à Didier Raoult qu'au ministre de la Santé, Olivier Véran.
Le sociologue Frédéric Pierru estime que Didier Raoult a adopté un style « populiste ». Le sociologue note cependant que la notion de « populisme médical », telle que développée par Gideon Lasco et Nicole Curato, se caractérise par un appel au « bon sens » populaire contre les élites, tandis que Didier Raoult se présente lui-même comme l'un des meilleurs infectiologues mondiaux, donc comme faisant partie de l'élite. Le chercheur Antoine Bristielle, qui a enquêté auprès de 1 000 personnes membres de groupes pro-Raoult sur Facebook, estime que le point essentiel caractérisant les soutiens de Raoult est la « défiance très importante envers les médias classiques et les institutions politiques ». Les soutiens de Raoult voient en lui une « figure antisystème ». Le profil type d'un pro-Raoult est « une femme âgée, éduquée et plutôt à droite »,. Une enquête des Décodeurs portant sur le profil de 208 internautes pro-Raoult sur Facebook, affirme que les pro-Raoult ont des appartenances partisanes peu marquées : la majorité n'affiche pas de lien vers des partis ou personnalités politiques. Par contre, beaucoup suivent des personnalités estimant que les intérêts du « peuple » ne sont pas dignement défendus par l'« élite ».
Arnaud Benedetti, rédacteur en chef de la Revue politique et parlementaire, estime que la démarche « subversive et atypique » de Didier Raoult a fonctionné : « il a fait à sa manière de la controverse académique un fait de société total » et a fait « apparaître par contraste ce qui à terme risque d’être perçu comme les limites de la technostructure de la recherche ». Selon Arnaud Benedetti, la visite rendue par le président Emmanuel Macron à Didier Raoult le 9 avril montre que le président ne ferme aucune porte ; elle envoie un signal à ceux qui parmi les élus ont pris fait et cause pour le professeur marseillais. Didier Raoult a un fort soutien de la droite en région Provence-Alpes-Côte d'Azur,. D'après RTL, l'engouement de la droite marseillaise « semble s'étendre au reste de l'Hexagone ». Xavier Bertrand, « ténor de la droite », soutient Raoult. À gauche, la chloroquine est aussi défendue, mais « de façon plus timide ». Emmanuel Macron consulte Raoult, Jean-Luc Mélenchon prend contact une fois avec lui. D'après le sociologue Pierru, toute une partie de la « gauche de la gauche » prend parti pour Didier Raoult alors que ce dernier est un homme de droite par héritage familial et « dont tous les réseaux politiques sont de droite ». Selon LCI, les soutiens politiques se font plus discrets les mois passant, mais restent présents, avec une exception, la défection de Ségolène Royal. Des soutiens à la droite de la droite s'accompagnent d'une critique de l'industrie pharmaceutique.

### Prises de position politiques
Le professeur Didier Raoult intervient régulièrement dans les médias. Il anime une chronique, où il commente entre autres l'actualité politique, dans le journal Le Figaro de 1998 à 2001, puis dans le magazine Le Point de 2011 à 2018 et depuis 2017, environ trimestriellement, dans le quotidien Les Échos. Il a notamment défendu la liberté de porter un voile islamique à l'université,.
Didier Raoult critique les restrictions posées par la France aux étudiants et chercheurs étrangers pour l'obtention d'un visa, en faisant valoir qu'« en France, 50 % des thésards sont étrangers. Sans les étrangers, il n’y a plus de science française ».

### Changement climatique
Didier Raoult se revendique et s'assume climatosceptique à travers des articles de presse publiés dans le journal Le Point en 2013 et 2014,,, dans son livre Arrêtons d'avoir peur en 2016, et lors de deux interviews en 2020,,. Il déclare : « Vous pouvez m'accuser de climatoscepticisme comme de tous les scepticismes, et je suis d'accord. Car, sinon, je cesse d'être un scientifique, et je deviens un prêtre »,. Il estime que « le futur lointain reste imprévisible ». Il ne croit pas aux modèles mathématiques et affirme que les mathématiciens sont de « nouveaux prophètes » dont la fiabilité ne dépasse guère celle des « anciens prophètes » qu'étaient les astronomes ayant « dérivé de l'astronomie à l'astrologie ».
Sur son blog « Curiologie », le journaliste scientifique Florian Gouthière estime que le positionnement de Didier Raoult sur le réchauffement climatique interroge « sur son rapport aux sciences et à la production des savoirs scientifiques ». France Culture rapporte que, selon un journaliste connaissant bien Didier Raoult, ses propos sont une « provocation », au même titre que l'adoption d'un look « improbable » avec cheveux longs. Didier Raoult affirme en 2020 ne pas voir de modifications majeures concernant la taille des surfaces de glace aux pôles depuis 30 ans, et ne croit donc pas à « l'apocalypse qu'on nous prédisait », même s'il y a effectivement « des variations climatiques que l'on peut observer »,,. En 2014, Didier Raoult déclare qu'« après une poussée thermique notable dans les années 1990, la Terre a globalement arrêté de se réchauffer depuis 1998 ». Il conclut que « le réchauffement climatique est incertain et la responsabilité de l’homme discutable »,. Il nuance ce propos en 2020 en affirmant : « je suis d'accord sur le fond : il faut faire attention ». Didier Raoult juge que la cause du réchauffement n'est pas connue, et indique que l'humanité est entrée dans l'ère anthropocène, ère où l'homme change son environnement.
Selon Stéphane Foucart, journaliste scientifique au Monde, l'affirmation de Didier Raoult selon laquelle le réchauffement climatique s'est arrêté en 1998 est un « hoax climatique ». Citant des études scientifiques, Stéphane Foucart affirme que la tendance lourde au réchauffement climatique n'a en réalité pas été remise en cause. Stéphane Foucart argumente notamment que prendre 1998 comme année de référence pour « faire débuter le fameux plateau des températures » est trompeur, dans la mesure où en 1998 a eu lieu une augmentation considérable de la température moyenne mondiale due à El Niño, ce qui participe à l'illusion que le réchauffement s'est interrompu dans les années suivantes. De plus, selon une étude de 2015, une évolution des relevés de température avec placement de nombreuses bouées sur les océans a « refroidi » artificiellement la température moyenne mondiale, puisque la température est plus froide au niveau de l'eau que sur les bateaux.
L'Express note que les déclarations de Didier Raoult sont « fluctuantes » : en 2020, il affirme ne pas voir de signes du réchauffement climatique, alors qu'en 2016, il envisageait des « conséquences positives » à ce réchauffement, imaginant par exemple que la Sibérie puisse devenir entièrement cultivable. L'Express reproche de plus à Didier Raoult, un scientifique, de ne pas « voir » diverses informations : le fait que la température moyenne de la planète a augmenté de 1 °C entre 1970 et 2019. L'Express cite également l'essai du journaliste scientifique Sylvestre Huet et le climatologue Gilles Ramstein rappelant que « la quasi-totalité des glaciers de la planète montre un bilan négatif, voire très négatif » et que « dans l'hémisphère Nord, le minimum de l'extension de la banquise mi-septembre est passé de 7 millions de kilomètres carrés en 1980 à 4,5 millions de kilomètres carrés en 2019. Une baisse spectaculaire et plus rapide que ce que prévoyaient les projections. La banquise antarctique montrait plutôt une légère augmentation de surface dans les années 2000, mais cette tendance s'est inversée depuis quelques années ».

## Controverses en rapport avec la pandémie de Covid-19
Au cours de la pandémie de Covid-19, Didier Raoult se livre à plusieurs pronostics optimistes qui se sont révélés erronés par la suite, et est l'auteur d'affirmations fausses à propos de l'hydroxychloroquine.

### Déclarations et minimisation de la pandémie
Le 21 janvier 2020, sur la chaîne YouTube de l'IHU, Didier Raoult relativise la portée de la pandémie de maladie à coronavirus en affirmant : « Il y a trois Chinois qui meurent et ça fait une alerte mondiale. L’OMS s’en mêle, on en parle à la télévision et à la radio. Tout cela est fou, il n’y a plus aucune lucidité »,.
Début février dans Le Journal du dimanche, il persiste : « ce virus n'est pas si méchant, ce n'est pas un meurtrier aveugle. Le taux de mortalité, estimé aujourd'hui aux environs de 2 % c'est-à-dire équivalent à celui de toutes les pneumonies virales présentes à l'hôpital, va probablement diminuer une fois que les cas qui n'ont pas donné de symptômes seront pris en compte. Sans être devin, je doute que le virus chinois fasse augmenter de manière très significative, chez nous tout au moins, les décès par pneumonie. Mais on ne peut pas ne pas tenir compte de l'état de notre société, très émotive. À l'heure de l'hyperréactivité des réseaux sociaux, les responsables politiques ont peur de ne pas en faire assez, alors ils en font parfois trop »,.
Le 11 mars 2020, Didier Raoult devient l'un des onze experts choisis pour faire partie du conseil scientifique Covid-19, chargé d'éclairer les décisions à prendre par les autorités pour lutter contre la pandémie en France, mais il n'assiste à aucune des séances et annonce le 24 mars qu'il refuse d'y participer,,, estimant qu'« Il n’y a rien de fiable scientifiquement là-dedans ». Il se positionne rapidement à contre-courant de la politique de faible dépistage et se désolidarise des mesures de confinement prises en France, estimant que « confiner des gens infectés, qui ne le savent pas, avec d’autres qui ne le sont pas, c’est une curieuse méthode ». Jugeant que la mortalité due à la maladie est peu significative eu égard à sa faible létalité enregistrée, qui concerne alors dans sa zone géographique (PACA) seulement deux personnes de plus de 87 ans pour cent vingt cas confirmés, il blâme l'intense surmédiatisation du virus sans base scientifique, en comparant ces chiffres à ceux du navire Diamond Princess.
Le 21 mars, au journaliste de La Provence qui l'interroge sur « 627 morts en une journée et 40 000 cas de Covid-19 en Italie, on n'en est plus à la « grippette » dont vous parliez il y a quelques semaines… », il répond : « On est passé d'une exagération à une déconnexion. Il y a dans le monde 2,6 millions de morts d'infections respiratoires par an, vous imaginez que les 5 000, 10 000 ou même 100 000 vont changer les statistiques ? […] Là, on en est à moins de 500 [morts en France]. On va voir si on arrive à en tuer 10 000, mais ça m'étonnerait,. » Le seuil des 10 000 morts est atteint deux semaines après cet interview, le 7 avril, et le chiffre est doublé en une semaine. Une enquête ultérieure soutient que la métaphore rassurante de la « grippette » a constitué un biais d'ancrage et aurait ainsi contribué à faire qu'une partie de la population a eu tendance à minimiser les risques liés à la maladie et à ne pas respecter des mesures comme le confinement.
Le 14 avril 2020, sur la base d'une baisse très significative du nombre de cas détectés par l'IHU de Marseille, il évoque la possibilité que l'épidémie disparaisse « dans quelques semaines au printemps, ce qui est assez banal pour une maladie virale respiratoire ». Il déclare que « cette crise sanitaire ne modifie pas l'espérance de vie des Français », mais La Provence note qu'il prend 2017 comme année de comparaison, une année où il y a eu un « virulent épisode grippal ».
Le 5 mai, constatant que parmi tous les patients hospitalisés à l'IHU, il y a eu un seul mort de moins de soixante-cinq ans et que le risque de mourir parmi la population n'ayant pas de facteur de risque est très faible, il considère que « tout le délire autour de la gravité monstrueuse de cette maladie est aussi une autre forme de délire déraisonnable ». Le 12 mai, il annonce que l'épidémie est « en train de disparaître » à Marseille avec « un seul cas détecté hier malgré le fait qu'on ait testé plus de 1 200 personnes ». Il appelle, le 14 mai, à réfléchir sur le confinement quand une étude espagnole montre que les travailleurs essentiels autorisés à continuer à se rendre sur leur lieu de travail ont été moins infectés que les travailleurs confinés à domicile.
Il co-signe un article publié en mai 2020 dans l'International Journal of Antimicrobial Agents (de) dont l'une des déclarations est que « le problème du SRAS-CoV-2 est probablement surestimé, car 2,6 millions de personnes meurent d'infections respiratoires chaque année, contre moins de 4 000 décès pour le SRAS-CoV-2 au moment de la rédaction. » Une lettre de Axel Mosig, universitaire allemand, publiée par la même revue en juillet 2020, affirme que cette déclaration compare des chiffres annuels de différentes infections respiratoires avec des données concernant la Covid-19 datant du 2 mars 2020, soit deux mois seulement après la première description de la Covid-19 dans la littérature. De plus, la Covid-19 est considéré comme étant alors dans une phase exponentielle. Axel Mosig critique également d'autres points de l'étude. Notamment, les chiffres de létalité utilisés sont obsolètes au moment de la publication de l'étude. Par exemple, le 2 mars 2020, la létalité en Belgique est de 0 %, alors qu'elle est de 3,97 % en mai 2020,.
Le 2 juin 2020, il annonce que 40 % à 70 % de la population aurait été immunisée avant le début de l'épidémie. Cette immunité à la Covid-19 proviendrait des coronavirus épidémiques et serait maximale chez les enfants vivant en collectivité touchés tous les ans par ces coronavirus.
Le 16 juin 2020, il affirme qu'il est impossible de prédire l'avenir et déclare : « il se peut qu'il y ait un nouveau pic épidémique au moment de la saison hiverna-printanière, il se peut qu'elle disparaisse, ça dépendra de la distribution dans la zone inter-tropicale et du fait qu'il existera des gens qui seront porteurs chroniques ». Le Figaro estime qu'avec cette déclaration Raoult contredit ses propos du 12 mai quand il déclarait que l'épidémie était « en train de se terminer » à Marseille et que « nulle part il n'y a de deuxième vague, ou de dos de chameau ». CheckNews estime que Didier Raoult ne s'est pas contredit car il n'utilise pas l'expression « seconde vague » tel que l'entend le grand public. Didier Raoult désigne par « seconde vague » un retour immédiat de l'épidémie qui aurait lieu au printemps ou à l'été, tandis que les médias désignent par cette expression un retour épidémique au moment de la nouvelle saison froide. D'après CheckNews, Didier Raoult a toujours jugé un retour épidémique immédiat fortement improbable, tout en admettant la possibilité que l'épidémie, devenue saisonnière, redémarre avec le retour du froid.
À la mi-septembre 2020, Didier Raoult affirme que le virus a muté, sa « distance » par rapport à la souche originelle chinoise ayant augmenté par rapport à la périodemai-juin, le virus ayant une « variabilité » par rapport à cette période dix fois supérieure. De nombreux scientifiques affirment au contraire que le virus n'a pas muté,. Notamment, le virologue Étienne Simon-Lorière affirme que les versions les plus distantes du virus original ne comportent que « 20 à 22 séquences » qui diffèrent, un chiffre à comparer au 30 000 bases recensées pour ce virus. L'infectiologue Christophe Rapp reproche à Didier Raoult d'être « anxiogène », et affirme, comme d'autres experts, que le virus n'a pas changé de comportement. Raoult répond que la mutation d'un virus ne signifie pas que ce virus devient plus agressif.

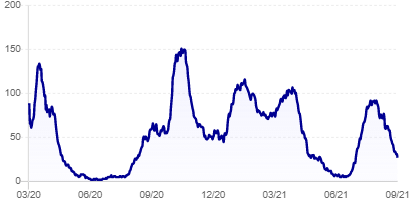
Nombre moyen des nouvelles hospitalisations quotidiennes pour cause de Covid-19 dans les Bouches-du-Rhône. (24 août : 21 personnes, 6 septembre : 40 personnes, 24 septembre : 66 personnes, 26 octobre : 136 personnes)

Le 24 septembre 2020, alors que dans une note interne adressée la veille aux médecins de l'AP-HM, le professeur Dominique Rossi, président de la commission médicale d'établissement décrète la mobilisation générale des services contre le coronavirus et annonce que « le nombre de malades Covid admis à l'AP-HM croît régulièrement sans véritable pause » et que Marseille est « pour les semaines à venir sur une dynamique de croissance en termes d'hospitalisations », Didier Raoult l'accuse dans une lettre qu'il rend publique, de diffuser des messages alarmistes alors qu'il constate « une stabilisation du nombre de cas diagnostiqués depuis le 6 septembre, avec une diminution régulière du nombre de cas […] des résidents de Marseille » et indique que l'IHU dispose de 15 lits d'hospitalisation libres en fin de journée. Le lendemain matin, il confirme la baisse des entrées en hospitalisation avec encore « 9 lits disponibles pour les patients Covid ». Dix-neuf chefs de service de l'AP-HM répondent dans La Provence : « Le Pôle des Maladies Infectieuses de l’APHM qui compte 75 lits à l’IHU, sans aucune structure de réanimation ne traite qu'une partie des malades dont l'état ne nécessite pas des prises en charge plus lourdes. En outre il a été, comme lors de la première vague, rapidement dépassé dans ses capacités d'hospitalisation conventionnelle. À ce jour, nous accueillons 180 malades COVID, d’autres services de l’AP-HM ont donc logiquement dû transformer certaines de leurs unités d'hospitalisation en unités dédiées pour prendre en charge des patients atteints de la COVID-19 ».
Dans une analyse des raisons de la reprise de l'épidémie à Marseille fin septembre 2020, Le Monde évoque « l'effet Raoult » : ses prises de parole auraient « instillé dans l’esprit d’une partie des Marseillais l’idée que la ville bénéficierait d’une sorte d’immunité, grâce à sa présence et au traitement à l’hydroxychloroquine qu’il prône ». Le 29 octobre le journal Marianne le classe dans le top 7 des médecins « qui auraient mieux fait de se taire sur la Covid ».
En février 2021, il affirme qu'il n'y a pas de « rebond » de l'épidémie, mais une « nouvelle épidémie » due à des variants, ce qui expliquerait que certaines personnes soient malades une seconde fois de la Covid-19. De plus, il juge la communication sur l'épidémie déraisonnable, car alarmiste et anxiogène, ce qui causerait selon lui « une surmortalité par les pathologies psychiatriques ou psychosomatiques ». Pour lui, les chiffres de l'épidémie ne sont pas « si dramatiques ». Il estime que 30 à 40 % des tests PCR sont des faux positifs,.

### Propos en rapport avec les vaccins
En juillet 2021, le professeur Raoult se montre favorable à la vaccination en déclarant : « Au vu des enjeux de l’épidémie actuelle, je suis favorable à la vaccination systématique des personnels soignants, avec les vaccins recommandés pour leur classe d’âge. J’encourage donc tous mes collègues à se rapprocher de leur centre de vaccination ». Concernant le reste de la population, Didier Raoult s'est prononcé en faveur de la vaccination des soignants et des sujets à risque, mais il s'est montré plus sceptique sur une généralisation à toute la population en ajoutant : « je suis pour la vaccination mais pour une population à risque d’être particulièrement surexposée, ou à risque de faire des formes graves ». « De manière générale, l’indication vaccinale qui ne me paraît pas contestable, c’est quand vous avez un risque. Le bénéfice individuel est d’autant plus important que vous êtes plus exposé », « les sujets âgés, les obésités maladives, il faut qu’ils soient vaccinés ». Pour la vaccination des enfants, Didier Raoult se montre nettement plus sceptique. Pour conclure il se montre optimiste pour la suite en indiquant : « sur la base des notions historiques que j’ai, ça risque de ressembler au bout d’un certain temps à la grippe ».
En janvier 2022, Didier Raoult affirme sur Sud Radio que les personnes vaccinées seraient un vecteur prépondérant du virus et que « plus une population est vaccinée dans un pays, plus on recense un grand nombre de cas ». Futura Science contredit ces propos en rappelant qu'ils ne reposent sur aucune étude concrète et que « l'apparition du variant Omicron ou le brassage dans les écoles peuvent sans doute expliquer la hausse des cas ».
Le médecin déclare également que le laboratoire Pfizer ne fournissait pas de données sur « ce qui se passait dans les quinze jours après la vaccination, en termes de Covid ». Libération conteste cette affirmation en précisant que « la comparaison entre le nombre de cas de Covid entre vaccinés et non-vaccinés est explicitement présentée dans l’essai clinique rendu public en décembre 2020 » pour la première dose et la deuxième dose. Le quotidien y précise en l'occurrence que selon celui-ci « les vaccinés étaient dix fois moins infectés que les non-vaccinés ».
En mai 2022, il déclare sur le plateau de Touche pas à mon poste que la protection des vaccins contre la Covid-19 n'est efficace que 6 semaines. Ces propos étayés sans aucune source sont contredits par plusieurs études internationales qui prouvent l'effet protecteur des vaccins contre les formes de la maladie sur plusieurs mois.

### Prescription et promotion de la chloroquine puis de l'hydroxychloroquine

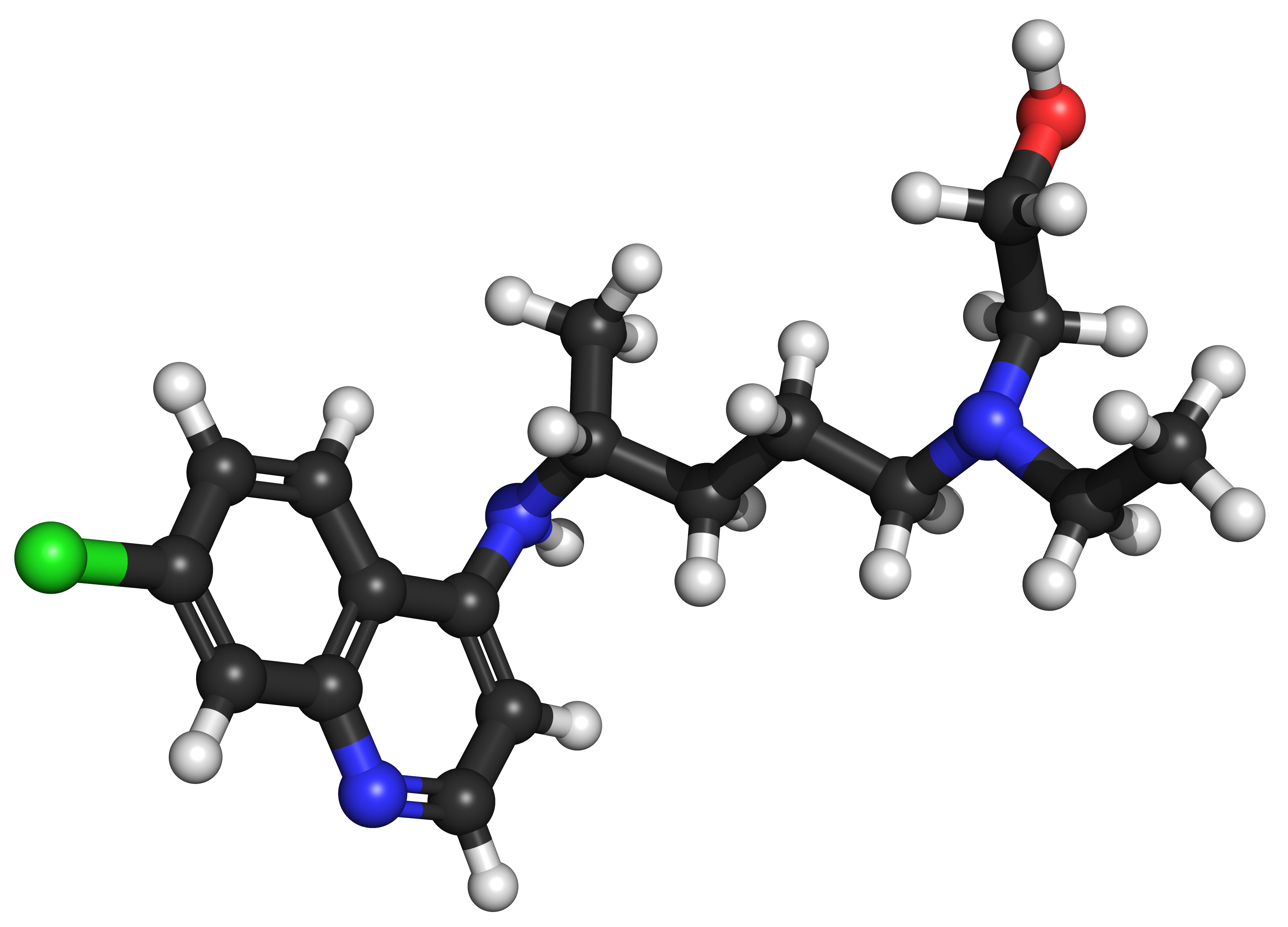
Modèle moléculaire boules-bâtonnets de la molécule d'hydroxychloroquine.

#### Février 2020: premières prises de position publiques
Raoult annonce la « fin de partie ! » pour le coronavirus dès le 25 février 2020, estimant que la chloroquine (un médicament antipaludéen) est « probablement le traitement le moins cher et le plus simple pour traiter le coronavirus de la Covid-19 »,,, (le titre de la vidéo sera ensuite modifié, un point d'interrogation remplaçant le point d'exclamation final). Didier Raoult se base sur deux publications chinoises, : la première le 25 janvier montre des effets in vitro. La seconde, le 15 février, montre des résultats préliminaires positifs sur une centaine de malades dans dix hôpitaux chinois, et les chercheurs concluent qu'un traitement à la chloroquine « doit être recommandé afin de traiter les pneumonies associées à Covid-19 dans des populations plus importantes »,.
Selon les experts, la chloroquine était déjà connue pour être efficace in vitro sur des virus enveloppés comme le coronavirus 2019, mais ils notent que les preuves manquent en ce qui concerne l'étude clinique chinoise : notamment, les données brutes n'ont pas été publiées et, de plus, il n'est pas indiqué à quel point la chloroquine est plus efficace comparé au placebo utilisé dans le groupe contrôle,. Également le 25 février 2020, Didier Raoult déclare lors d'un entretien : « On attend qu'il y ait des essais cliniques qui rapportent l'efficacité que l'on préjugeait. » De plus, la chloroquine fait l'objet de nombreuses mises en garde, en raison de nombreux échecs à traiter d'autres virus à la suite des résultats in vitro pourtant prometteurs, en raison également du faible volume des données cliniques chinoises,, et aussi de contre-indications, effets secondaires, risques de surdosage et problèmes d'interactions médicamenteuses connus,. Didier Raoult continue de défendre la chloroquine : le 28 février un communiqué est publié sur le site de l'IHU listant les sources chinoises. L'IHU argumente que la Chine « est en première ligne sur le virus » et que s'il existe effectivement des effets secondaires, la molécule est bien connue et les posologies aussi.
Le 6 mars, une petite étude randomisée chinoise effectuée sur 30 patients ne démontre pas une plus grande efficacité de la chloroquine à faire disparaître la Covid-19 dans un test au septième jour de traitement, par rapport à un traitement classique. Le ministère français de la Santé affirme alors qu'aucune étude rigoureuse, publiée dans une revue internationale à comité de lecture indépendant, ne démontre l'efficacité de la chloroquine pour soigner le coronavirus.
Didier Raoult indique avoir reçu des menaces de mort, les 1er et 2 mars 2020, pour le dissuader de préconiser la chloroquine. Le 26 mars 2020, le parquet de Nantes confirme avoir ouvert une enquête sur l'auteur présumé des appels téléphoniques. Le 22 juillet, on apprend du procureur Pierre Sennès que l'enquête de la police judiciaire est bouclée, les menaces ayant été identifiées comme venant du CHU de Nantes. Le professeur François Raffi, chef du service des maladies infectieuses de Nantes, reconnaît avoir insulté le professeur Raoult et fait l'objet d'une composition pénale le 20 janvier 2021,. Il est condamné à 300 € d'amende.

#### Mars 2020: présentations de deux premières études contestées
Le 16 mars 2020, Didier Raoult diffuse une vidéo enregistrée devant ses étudiants dans laquelle il annonce les résultats positifs de sa propre étude clinique portant sur 24 patients traités avec de l'hydroxychloroquine et un antibiotique, l'azithromycine,,,.
Dans un premier temps, ni la chloroquine ni l'hydroxychloroquine ne font partie des médicaments testés dans le premier essai clinique national Discovery, annoncé le 11 mars. La justification alors donnée est le risque d'interaction médicamenteuse avec les traitements de réanimation, les effets secondaires et l'absence de la chloroquine sur la liste des traitements prioritaires recommandés par l'OMS. Néanmoins, le 17 mars, le ministre français de la santé Olivier Véran, jugeant « prometteurs » les résultats de Didier Raoult et son équipe, donne l'autorisation pour que d'autres équipes entreprennent un essai plus vaste dans « les plus brefs délais ».
Le 19 mars 2020, Donald Trump déclare qu'il a « approuvé » le recours à l'hydroxychloroquine qui a, selon lui, « montré des résultats préliminaires très encourageants » pour lutter contre la Covid-19. Selon toute vraisemblance, il fait référence et a été influencé par les travaux de Didier Raoult,. Il est immédiatement tempéré par la FDA, qui souhaite prendre plus de temps pour évaluer ce traitement et lancer « un essai clinique étendu ».
Le 20 mars 2020, les résultats préliminaires de la première étude sont mis en ligne sous forme d'une « prépublication » sur le site MedRxiv, et dans la revue International Journal of Antimicrobial Agents,,. Des critiques axées sur la faiblesse méthodologique du travail et soupçons de fraude sont émis par la communauté scientifique,,,,,,,, le conseil scientifique Covid-19, par les chercheurs indépendants Leonid Schneider et Elisabeth Bik, et sur le site PubPeer. Le rédacteur en chef de la revue ayant publié l'étude est également l'un des coauteurs de cette étude et un membre de l'IHU, ce qui éveille des soupçons de conflit d'intérêts. La société savante International Society of Antimicrobial Chemotherapy, propriétaire de la revue ayant publié l'étude, dément l'existence d'un conflit d'intérêts, affirmant que le rédacteur en chef n'a pas participé à l'examen par les pairs, qui a été confié à un rédacteur en chef adjoint. Elle déclare cependant que l'étude « ne satisfait pas les standards attendus par la Société, en particulier en ce qui concerne le manque d'explications sur les critères d'inclusion et la répartition des patients pour s'assurer de leur sécurité »,,. La même revue publie en juillet 2020 le rapport effectué par Frits Rosendaal (nl), dont les conclusions sont incendiaires,, mais décide de ne pas rétracter l'article dont elle estime qu'il doit rester disponible pour qu'un « un débat scientifique public solide sur les conclusions du document, de manière ouverte et transparente » puisse avoir lieu,,. L'expression « French protocol » commence à être utilisée par des chercheurs du monde entier pour désigner toute étude très biaisée en référence à ce protocole, pour se moquer des failles méthodologiques de cette étude, ce qui nuit à l'image internationale de la recherche française. En novembre 2022, les journalistes de « Complément d'enquête » prouvent que les données de l'étude publiée en mars 2020 avaient été manipulées, et le vice-président de l'IHU de Marseille Louis Schweitzer la qualifie de fraude.
Entre-temps, l'hydroxychloroquine est incorporée dans de nombreux essais cliniques, y compris l'essai clinique européen Discovery dévoilé par l'INSERM le 22 mars,, alors qu'elle en avait été exclue dans un premier temps,.
L'équipe de Raoult annonce le 22 mars 2020 qu'elle proposera à tous les patients infectés un traitement associant l'hydroxychloroquine et l'azithromycine, hors AMM,. Le Haut Conseil de la santé publique (HCSP) recommande de ne pas utiliser cette molécule dans ce contexte, à l'exception de formes graves hospitalières de la maladie. Le 23 mars, le ministre français de la Santé annonce qu'il autorise l'usage de l'hydroxychloroquine hors AMM pour la Covid-19 dans ses « formes graves, hospitalières, sur décision collégiale des médecins et sous surveillance stricte » (autorisation effective le 26 mars 2020,). Elle reste déconseillée dans les autres cas, dans l'attente de preuves de son efficacité. Selon la Revue des médias de l'INA, les médias et les réseaux sociaux diffusent très largement la nouvelle.
Le 27 mars, Raoult publie sur le site de l'IHU les résultats d'une deuxième étude sur l'effet de l'association hydroxychloroquine + azithromycine portant sur 80 patients présentant des symptômes légers, étude qui selon lui démontre l'efficacité du protocole,. L'étude est rapidement critiquée, d'une part parce que la majorité des patients se remettraient de la maladie avec ou sans traitement, d'autre part parce qu'elle ne comporte pas de comparaison avec un groupe de contrôle,, (sans lequel il n'est pas possible de conclure sur les effets du traitement), puis du fait de soupçons de contournement de la réglementation sur l'éthique médicale,. Cette étude est ensuite publiée par la revue Travel Medicine and Infectious Disease le 11 avril, revue dont le rédacteur en chef adjoint est un membre de l'IHU Méditerranée et le premier auteur de l'étude en question, ce qui suscite à nouveau des critiques de conflit d'intérêts.
Le 30 mars, la revue médicale indépendante Prescrire, se basant sur un petit test randomisé effectué en Chine durant le mois de février et sur la première étude du professeur Raoult, signale que l'hydroxychloroquine pourrait aggraver la Covid-19.

#### Avril 2020: présentation d'une troisième étude
Didier Raoult affiche le 9 avril sur le site de l'IHU les premiers résultats de sa troisième étude effectuée sans groupe contrôle, portant sur de nouveaux patients présentant majoritairement un état clinique encore peu sévère au début du traitement qui a lieu avec un délai médian de cinq jours après le début des symptômes. Les données présentées portent sur 1 061 patients ayant suivi le traitement pendant au moins trois jours. Il dévoile la primeur des résultats au président Emmanuel Macron qui a fait le déplacement à Marseille. Au bout de dix jours de traitement, 91,7 % des patients (sur les 1 061 retenus) n'excrèteraient plus de virus et ne présenteraient plus de symptômes cliniques ; aucune toxicité cardiaque n'est observée ; un « mauvais résultat clinique » a été observé pour 46 patients (4,3 %) dont 5, âgés de 71 à 95 ans sont morts, et 10 ont dû être transférés dans des unités de soins intensifs,,,. Compte-tenu des données manquantes, pour un chercheur du CNRS, l'étude « ne peut pas permettre de conclure quoi que ce soit, que le médicament testé soit efficace ou pas », tandis pour d'autres, les méthodes de recrutement et l'absence de groupe de contrôle font que l'étude n'est pas jugée sérieuse. Christine Rouzioux, spécialiste en virologie ajoute qu'« il y a un pourcentage de guérison quasi identique à ce qui est décrit dans l'histoire naturelle de la maladie ». Selon Le Monde, « l’interprétation bute sur l’impossibilité de comparer cette cohorte à un groupe témoin ».
Le Figaro décrit aussi les résultats annoncés au président en les qualifiant de « peu convaincants » pour un « remède miraculeux ». De son côté, Le Monde indique que l'étude « ne permet toujours pas de conclure que l’association permet de guérir plus vite que l’évolution spontanée » et que 54 cas de troubles cardiaques, dont quatre mortels, ont été reportés depuis le 27 mars 2020 au centre de pharmaco-vigilance chez des malades prenant de l'hydroxychloroquine associée ou non à de l'azithromycine.
Entre le 27 mars et le 9 avril 2020 43 cas de troubles cardiaques chez des patients prenant de l'hydroxychloroquine, dont quatre décès, ont été répertoriés en France, et ce nombre d'alertes passe à 83 entre le 27 mars et le 21 avril,. Le Monde note que « la plupart des déclarations concernent un patient traité par hydroxychloroquine ou chloroquine, ce médicament étant associé dans environ la moitié des cas à l’azithromycine ». Selon la responsable du centre régional de pharmacovigilance chargé de la surveillance nationale des effets indésirables cardiaques des médicaments évalués dans l'infection au nouveau coronavirus, ces chiffres pourraient être « la partie visible d'un iceberg », 95 % des anomalies liées à la prise d'un traitement n'étant jamais déclarées.
Le 19 mai 2020, Didier Raoult parle d'une « hallucination collective des médias » contre l'hydroxychloroquine et pointe du doigt le rôle « d’un certain nombre de responsables », dont le directeur de l'ANSM Dominique Martin « qui a fait prendre des décisions totalement déraisonnables », le président du Haut Conseil de la santé publique Franck Chauvin et le président du Conseil national de l'Ordre des médecins Patrick Bouet. Il salue par contre leurs prédécesseurs, Roger Salamon au HCSP et Dominique Maraninchi à l'ANSM. Selon lui, l'hydroxychloroquine, « ça doit être préventif de la folie, car ceux qui ne veulent pas en prendre deviennent fous ».
Une étude faisant état d'une dangerosité de l'hydroxychloroquine paraît dans The Lancet le 22 mai 2020, ce qui entraîne l'interdiction du médicament par l'OMS, le 25 mai, et par la France, le 27 mai, dans le cadre des traitements contre la Covid-19. Cependant, plusieurs dizaines de scientifiques, dont le professeur Nicholas White, écrivent une lettre ouverte pour exprimer leurs inquiétudes sur la méthodologie et l'intégrité des données de l'étude. Pour Didier Raoult, ce sont « des gens qui font du « big data », qui est une espèce de fantaisie complètement délirante qui prend des données dont on ne connaît pas la qualité, qui mélange tout, qui mélange des traitements dont on ne connaît pas la dose donnée » ; il affirme que l'étude a été menée « par des gens qui n'ont pas vu de patients ». Début juin 2020, l'article du Lancet est critiqué, puis très vite rétracté, et les essais de l'hydroxychloroquine par l'OMS reprennent.
Le 27 mai 2020, Didier Raoult diffuse le résumé de sa propre étude comparative rétrospective, portant sur 3 737 patients atteints de la Covid-19 traités à l'IHU de Marseille, selon lui « la plus grande cohorte suivie dans un seul et même centre dans le monde ». Il conclut qu'« un diagnostic précoce, un isolement précoce et un traitement précoce avec au moins trois jours d'hydroxychloroquine-azithromycine (HCQ-AZ) permettent d'obtenir un résultat clinique et une contagiosité nettement meilleurs chez les patients atteints de Covid-19 que les autres traitements ».
Quelques jours plus tard, Peter Horby et Martin Landray de l'université d'Oxford, directeurs de l'essai randomisé contrôlé anglais Recovery, estiment que l'hydroxychloroquine n'a aucun effet bénéfique et aucun effet toxique sur les patients hospitalisés pour Covid-19,.
Le 17 juin, s'appuyant sur les résultats des essais Solidarity/Discovery et Recovery, l'OMS décide l'arrêt définitif du bras testant l'hydroxychloroquine dans l'essai Solidarity.
Le 24 juillet 2020, la revue médicale indépendante Prescrire dresse le bilan de plusieurs essais contrôlés randomisés et conclut à l'absence d'efficacité, à tous les stades de la maladie, y compris dans les formes légères à modérées.

#### Avril et mai 2020: accusations de contournement de la législation sur l'éthique médicale
Le 10 avril 2020, Le Quotidien du médecin annonce que l'ANSM a demandé des explications à Didier Raoult et son équipe sur sa deuxième étude, qualifiée d'étude observationnelle portant sur 80 patients traités avec la combinaison hydroxychloroquine/azithromycine. Cette étude a été autorisée par le comité d'éthique de l'IHU, mais n'a reçu d'autorisation ni de l'ANSM ni d'un comité de protection des personnes,. S'il s'agit simplement d'une étude rétrospective sur données, il n'y a pas d'obligations légales. Par contre, s'il s'agit d'un essai clinique, celui-ci ne respecte pas les obligations légales d'autorisation auprès de l'ANSM via le CPP définies par la loi sur les recherches sur la personne humaine,. Le sujet est débattu par plusieurs chercheurs avant d'être porté par les médias.
L'auteur de cette loi, Olivier Jardé, lui-même signataire de la pétition « Ne perdons plus de temps », estime pourtant que l'utilisation de la chloroquine en milieu hospitalier ne pose pas de problème légal.
Pour le professeur Christian Perronne, chef du service infectiologie de l'hôpital Raymond-Poincaré de Garches (mais figure publique controversée du fait de ses positions sur la maladie de Lyme), « il est consternant de constater que dans la médecine actuelle la démarche empirique puisse être méprisée, sous prétexte qu'on n'ait pas recouru à des tests en randomisation avec tirage au sort ». Certains médecins, comme l'ancien ministre de la Santé Philippe Douste-Blazy (membre du conseil d'administration de l'IHU Méditerranée Infection) ou le chef de service des urgences de l'hôpital européen Georges-Pompidou, Philippe Juvin, apportent leur soutien à Didier Raoult, notamment dans une pétition intitulée « Ne perdons plus de temps », signée le 3 avril par de nombreuses personnalités, et une semaine plus tard par plus de 462 000 personnes, et dans une tribune le 6 avril 2020 recommandant la bi-thérapie de Raoult dès l'apparition des premiers symptômes de la maladie, avant l'apparition de complications respiratoires sévères,.
Le 21 avril 2020, un panel d'experts, convoqué par l'Institut national des allergies et des maladies infectieuses membre du NIH, déconseille aux docteurs américains de prescrire la combinaison hydroxychloroquine/azithromycine du fait de toxicités potentielles, et conclut qu'il n'y a pas assez de preuve pour promouvoir un traitement : « en dehors des soins de soutien, rien ne marche très bien ».
Une étude américaine concluant à une plus forte létalité chez des patients traités à l'hydroxychloroquine, est pré-publiée le même jour. Didier Raoult parle d'une étude biaisée « plus proche de la fraude scientifique que d'une analyse raisonnable ». Le Figaro et des scientifiques soulignent que le texte n'a pas été évalué, que l'examen des dossiers médicaments a été fait a posteriori avec des patients dont le traitement a déjà été administré, que d'importantes corrections ont dû être apportées ou encore que 10 % des patients ont reçu le traitement après intubation.
Le 27 avril 2020, le médecin David Gorski, rédacteur en chef du site américain Science-Based Medicine (en), qualifie la première étude de Didier Raoult d'« en tous points exécrable et peut-être même frauduleuse », et sa mise à jour ainsi que la seconde étude de « souffrant exactement des mêmes défauts »,. Il ajoute que, « pendant ce temps, les études provenant de toute autre source que le groupe de Raoult s'accumulaient et suggéraient fortement que ni l'hydroxychloroquine ni la combinaison hydroxychloroquine-azithromycine ne montraient une activité détectable contre la Covid-19 mais avaient des effets toxiques »,.
Le 26 mai, le quotidien Libération révèle qu'une demande d'autorisation pour une étude a bien été sollicitée, mais annulée par l'IHU Méditerranée Infection quelques jours avant la publication d'une étude analogue,. L'enquête précise que malgré l'annulation de l'IHU l'examen de la demande a été finalisé, et la demande jugée irrecevable. Quelques jours plus tard, Le Canard enchaîné révèle à son tour qu'une instruction judiciaire est en cours sur ce dossier, à la suite d'un signalement à la justice par un médecin accusant Didier Raoult d'avoir administré de l'hydroxychloroquine sans le consentement formel de ses patients. Le directeur général de l'Agence nationale de sécurité du médicament a diligenté sa propre enquête et estimé que « les modalités d’information des patients et de traçabilité de la motivation de la prescription ne sont pas conformes aux exigences légales ». Il confie la suite des investigations au Conseil national de l'Ordre des médecins. Le 24 novembre, le parquet de Marseille classe la plainte sans suite, justifiant sa décision par le fait qu'aucun traitement spécifique n'existe pour la covid-19 et qu'un médecin peut donc administrer sous sa propre responsabilité à un patient atteint de la Covid-19 des médicaments prévus pour d'autres affections. En retour, Didier Raoult porte plainte en février 2021 pour dénonciation calomnieuse contre le médecin à l'origine de cette plainte.

#### Juin et septembre 2020: auditions lors de la commission d'enquête COVID-19
Le 24 juin, au cours de son audition devant la commission d'enquête parlementaire sur la gestion de la pandémie à l'Assemblée nationale, Didier Raoult critique la gestion de la crise sanitaire en France et défend la réautorisation au plus tôt de la prescription d'hydroxychloroquine et d'azithromycine,,. Certaines de ces déclarations sous serment sont qualifiées de « faux témoignage » par le Directeur général de l'AP-HP Martin Hirsch, mais le taux de mortalité de 43 % en réanimation concernant l'AP-HP est attesté par le registre REVA (Réseau européen de recherche en ventilation artificielle). Le conseil scientifique et la HAS qualifient d'« infamants et dépourvus de fondements » les propos de Didier Raoult, et, pour ce qui est des accusations de conflits d'intérêts, relevant de la « calomnie ». Le 29 juillet 2020, Didier Raoult porte plainte pour dénonciation calomnieuse contre Martin Hirsch devant le procureur de la République de Paris,. Il porte également plainte pour diffamation contre Karine Lacombe qui a déclaré fin juillet 2020, sur Europe 1, « qu’il y a des actions en justice pour mensonges devant la commission parlementaire qui sont en cours » ; il est débouté en novembre 2022, le tribunal estimant que les déclarations sont en effet diffamatoires (car elle portent atteinte à l'honneur de Didier Raoult), mais non délictuelles (car, entre autres, sur un sujet d'intérêt général) ,.
Devant le Sénat le 15 septembre 2020, il refuse la confrontation avec Yazdan Yazdanpanah et Dominique Costagliola (qui a affirmé au Sénat que les études conduites par Didier Raoult à l'IHU souffraient de biais majeurs) estimant au-dessus de ses forces de discuter avec des gens qui l'insultent. Bernard Jomier du PRG après avoir affirmé sur l'hydroxychloroquine que « dans le monde entier, ce traitement n’est plus utilisé », lui demande si cela signifie « que le monde entier est dans l'erreur ». Didier Raoult réfute toutes les affirmations du sénateur et conclut : « Vous émettez une opinion scientifique, et vous voyez, je ne suis pas d’accord. Que chacun fasse son métier et les vaches seront bien gardées. Le temps triera à la fin, on verra bien ». S'appuyant sur un tableau publié sur les réseaux sociaux par Nathan Peiffer-Smadja, infectiologue à l'hôpital Bichat, le sénateur cite une liste de pays où les autorités de santé déconseillent l'hydroxychloroquine. Didier Raoult conteste cette liste, déclarant que dans un tiers des États des États-Unis l'hydroxychloroquine est recommandée.

#### Juin 2020: une nouvelle étude contestée
Le 25 juin, l'équipe de Didier Raoult publie dans le journal Travel Medicine and Infectious Disease une étude rétrospective précédemment refusée par The Lancet. L'étude porte sur plus de 3 000 personnes traitées avec le « protocole Raoult ». Selon le journal Le Monde, l'étude ne permet pas de conclure sur l'efficacité de ce traitement contre le Covid-19 et ne convainc pas nombre d'épidémiologistes. Le journal cite, par exemple, Anton Pottegard, professeur de pharmaco-épidémiologie à l'Université du Danemark du Sud, qui a récemment contribué à définir des directives approuvées par la Société internationale de pharmacoépidémiologie (en) concernant les études liées à la Covid-19, et qui pointe des problèmes méthodologiques qui font que l'étude est « 100 % inutile pour guider la pratique clinique », et illustre la « faillite complète du système de relecture par les pairs » telle que diligentée par la revue scientifique en question. Le professeur critique le fait que des patients décédés aient été retirés du groupe des patients traités. Est aussi citée Dominique Costagliola, directrice adjointe de l'Institut Pierre-Louis d'épidémiologie et de santé publique (à Sorbonne Université, Inserm) et membre du consortium REACTing, pour laquelle ce travail est « nul de chez nul » : d'une part elle estime que la comparaison entre les patients traités et les autres n'est pas valide, ceux ayant reçu le « protocole Raoult » étant en moyenne plus jeunes, moins sujets à des maladies chroniques ou présentant des symptômes et des atteintes pulmonaires moins sévères, et d'autre part elle n'est pas convaincue par la tentative de correction de ces biais.
En juin 2020, à la suite de révélations du site Mediapart, l'historien et sociologue des sciences Yves Gingras et son subordonné le chercheur postdoctoral en science, technologie et société Mahdi Khelfaoui de l'université du Québec à Montréal (UQAM) affirment que Didier Raoult a cosigné 234 études scientifiques dans la seule revue New Microbes and New Infections (et un total de 337 pour l'équipe marseillaise, soit un tiers de tous les articles publiés par le journal), alors que la très grande majorité du comité éditorial de la revue est composé de proches collègues et de subalternes de Raoult (5 chercheurs de Marseille pour 15 membres), laissant planer le doute quant à la validité de ces publications.
Début juillet 2020, la Société de pathologie infectieuse porte plainte contre Didier Raoult devant le conseil départemental de l'Ordre des médecins des Bouches-du-Rhône, lui reprochant d'avoir enfreint neuf articles du Code de déontologie de la profession, dont la promotion d'un traitement dont l'efficacité n'a pas été démontrée, la diffusion de fausses informations, des manquements au devoir de confraternité, la réalisation d'essais cliniques hors du cadre légal, etc.,,.
Le 16 juillet, un membre de l'IHU déclare : « Dans cette stratégie, il y a la proposition d’un dépistage précoce, d’un traitement précoce dont on pense qu’il est efficace sur le virus. C’est basé sur des données in vitro, c’est-à-dire dans le tube, et sur des données cliniques avec des études qui confirment son efficacité dans notre centre sur 3 700 patients, et deux études américaines récemment publiées ».
Le 23 juillet 2020, l'ancien directeur de recherche à l'INSERM Axel Kahn porte sur Didier Raoult un jugement sévère : « C'est un scientifique de haute volée, directeur de l'un des six IHU français, les perles de la recherche hospitalo-universitaire, doté d'un budget de l'ordre de 120 millions d'euros par an, on attendait de lui de la belle science, robuste, contrôlée. Pas des publications hebdomadaires à grand succès sur YouTube, la mobilisation sur un tel sujet d'un invraisemblable mouvement d'opinion qui restera dans les annales, des articles bâclés dans des revues maison. Ils ont failli, déconsidéré la recherche hospitalo-universitaire française, effroyablement compliqué la recherche clinique dans le monde entier ».

#### Octobre - novembre 2020: judiciarisation du conflit
Le 22 octobre 2020, l'ANSM refuse la « recommandation temporaire d'utilisation » de l'hydroxychloroquine pour le traitement de la Covid-19, demandée par les docteurs Philippe Brouqui et Didier Raoult dans une lettre du 3 août 2020. Didier Raoult mandate l'avocat Fabrice Di Vizio pour contester cette décision auprès du Conseil d'État et pour porter plainte « pour mise en danger de la vie d'autrui » contre l'ANSM et son directeur Dominique Martin, leur reprochant de favoriser l'antiviral remdesivir.
Le 12 novembre, à la suite des signalements et de la plainte déposée auprès de l'Ordre des médecins au mois de juillet par la Société de pathologie infectieuse de langue française (Spilf), le conseil départemental de l'Ordre des médecins porte plainte auprès de la chambre disciplinaire de l'Ordre des médecins de Paca contre Didier Raoult,,,. Celui-ci porte plainte en retour contre le vice-président du conseil départemental de l'Ordre des médecins chargé de la déontologie, pour « non-confraternité ».
Début décembre 2020, le conseil national de l'Ordre des médecins porte plainte contre six médecins, dont Didier Raoult, Christian Perronne et Henri Joyeux,. Le 20 novembre 2020, Didier Raoult porte plainte pour diffamation contre le professeur Jean-Paul Stahl, ancien président de la Société de pathologie infectieuse de langue française, celui-ci l'ayant publiquement accusé d'avoir « bidonné » son étude sur l'hydroxychloroquine.
Didier Raoult est convoqué le 5 novembre 2021 par la chambre disciplinaire du conseil régional de l'ordre des médecins de Nouvelle-Aquitaine à Bordeaux, pour répondre de neuf infractions au code de la déontologie, dont celle d'avoir fait la promotion de l'hydroxychloroquine dans la lutte contre le Covid-19 « sans données scientifiques établies », ce qui s'apparente à du « charlatanisme » ; selon son avocat, il est jugé « comme un criminel » pour avoir critiqué la gestion de la crise sanitaire par l'état,. La plainte déposée par Didier Raoult contre le vice-président de l'ordre des médecins des Bouches-du-Rhône, Guillaume Gorincour, pour « non-confraternité » est aussi examinée. Le 3 décembre, Guillaume Gorincour écope d'un avertissement, et Didier Raoult d'un blâme. La chambre disciplinaire le sanctionne pour sa communication qui était « agressive » dans la forme, et « qui ne s’appuy[ait] sur aucune donnée confirmée […] alors qu’ont existé très rapidement de profondes incertitudes sur les traitements appropriés du Covid-19 » ; mais les accusations de « charlatanisme » et de « mise en danger » des patients sont écartées. Le conseil de l'Ordre fait appel, et obtient en 2024 la condamnation de Didier Raoult à deux ans d'interdiction d'exercice de la médecine,.

#### Janvier 2021
Le 4 janvier 2021, l'équipe de Didier Raoult publie une lettre dans laquelle elle annonce avoir réanalysé ses données sur le petit nombre de patients présents dans sa première étude clinique, réalisée au mois de mars 2020. En plus de la charge virale, l'équipe a désormais rajouté divers indicateurs comme le besoin d'oxygène, le transfert en unité de soins intensifs, le décès ou la durée de séjour à l'hôpital. La lettre stipule que, à part sur la durée de séjour à l'hôpital, il n'y a pas de différence significative entre le groupe traité et le groupe contrôle. Les commentateurs scientifiques sur Twitter estiment alors que Raoult vient de changer d'avis et reconnaître que son traitement n'est pas efficace. L'équipe de Raoult réagit : elle répond notamment que l'étude clinique de mars 2020 n'avait pas été conçue pour prouver un effet concernant la mortalité. D'après Les Décodeurs, le taux de mortalité dû à la covid-19 est autour de 0,5 sur 100 : l'étude, ne comportant que 42 malades, ne permettait donc pas d'obtenir des statistiques significatives. L'équipe de Raoult affirme de plus qu'elle n'a pas changé d'avis et maintient ses conclusions positives concernant la charge virale et la durée d'hospitalisation. Mais l'équipe s'expose alors en retour aux mêmes critiques qu'auparavant : l'épidémiologiste Thibault Fiolet déclare ainsi que « vu la méthode et les nombreux biais, on ne pouvait déjà rien conclure » en mars 2020,,.

#### Été 2021
En juin 2021, sur la chaîne YouTube de l'IHU, il accuse un chercheur, Lonni Besançon, de planifier un attentat contre l'IHU. Ce dernier porte plainte pour diffamation.
Fin août 2021, Didier Raoult publie de nouveaux résultats dans une revue de cardiologie (et non d'infectiologie ou de pharmacologie) peu prestigieuse, Reviews in Cardiovascular Medicine. Libération note que le rédacteur en chef de cette revue, Peter A. McCullough, a été plusieurs fois épinglé pour la diffusion d'informations fausses sur la pandémie. Cette nouvelle étude sur 10 429 patients traités en ambulatoire permet à Didier Raoult de conclure que « le traitement par hydroxychloroquine et azithromycine entraîne une réduction significative de la mortalité ». Mais de l'aveu même des auteurs, l'étude souffre d'un important biais méthodologique : les patients ne recevant pas d'hydroxychloroquine étaient en moyenne plus âgés.

#### Septembre 2021
Le 21 septembre 2021, le rapport émis par le comité d'éthique du CNRS accuse un certain nombre de personnalités scientifiques et médicales, dont Didier Raoult nommément cité, d'avoir fait œuvre de populisme scientifique au cours de leur communication sur la pandémie et sur les traitements possibles du COVID-19. Didier Raoult y est notamment accusé d'avoir construit l'opposition entre « éthique du traitement » et « éthique de la recherche », d'avoir bénéficié de la complaisance de la revue dans laquelle il publiait, en raison de liens de dépendance avec l'IHU, sources de conflits d'intérêts, et d'avoir tenté de judiciariser le débat scientifique à des fins d'intimidation.

« L’article de D. Raoult et son équipe obligent à un questionnement sur la responsabilité des auteurs face à l’énorme impact de leurs résultats en termes de soins. On peut s’inquiéter de ce que cette étude si peu probante ait pu susciter une telle adhésion du public. Il a été impossible par la suite d’en corriger les effets. Comme nous le discutons plus loin, cette situation rassemble beaucoup des ingrédients de ce qui s’apparente au "populisme scientifique" »

— Comité d'éthique du CNRS, rapport du 21 septembre 2021
Dans ce rapport, la responsabilité de Philippe Douste-Blazy et de Christian Perronne est aussi pointée, ces derniers ayant lancé une pétition en faveur de l'hydroxychloroquine, le CNRS rappelant qu'on « ne peut que s'inquiéter que le choix d'un traitement puisse être décidé par l'opinion publique sur la base d'une pétition ou d'un sondage ».

#### Année 2023
En avril 2023, Didier Raoult, retraité, signe un projet d'étude menée par l'institut hospitalo-universitaire de Marseille sur plus de 30 000 malades, qui conclut, selon ses auteurs, à l'efficacité du « protocole Raoult ». La publication provoque un tollé, d'une part parce qu'elle comporte une nouvelle fois de nombreux biais méthodologiques, et d'autre part parce que la recherche est menée illégalement. La justice est saisie. En juin, la publication est retirée par ses auteurs,,. Cet article sera à nouveau publié en octobre 2023 avec un nombre restreint d'auteurs dans une revue "amie", dont l'IHU représente une proportion importante des publications. Un nouvel auteur est ajouté bien que sa participation à ces travaux ne soit pas prouvée. Il s'agit du désinformateur du Covid-19 bien connu Peter McCullough qui a fait commerce de produits bénéficiant de la désinformation qu'il répand sur les vaccins anti Covid-19. Etant toujours considérée comme relatant une recherche clinique illégale, cette publication fera l'objet d'un signalement auprès de la justice en vertu de l'article 40 du code de procédure pénale par l'ANSM.
Toujours en octobre 2023, deux articles scientifiques co-signés par Didier Raoult sont rétractés par le journal Scientific Reports pour absence d'autorisation légale pour la recherche clinique au Niger et au Sénégal,. Ces deux études mentionnent l'autorisation du comité local d'éthique de l'IHU Méditerranée Infection numéro 09-022, autorisation retrouvée dans 248 articles.

#### Investigation de Mediapart
Le 22 octobre 2021, l'AP-HM demande, après un article de Mediapart, une enquête interne au sein de l'IHU sur « de supposés "essais cliniques" illégaux contre la tuberculose menés depuis 2017 par l'institut du professeur Raoult », justifiant l'enquête par la « gravité et l'ampleur potentielle des faits relatés ». Le 28 octobre, Didier Raoult répond sur C8 : « Il n'y a pas eu d'essais, seulement des choix thérapeutiques par des médecins ».
Le 28 octobre 2021, plusieurs membres de l'IHU dénoncent la falsification de résultats scientifiques par Didier Raoult pour démontrer l'efficacité de l'hydroxychloroquine, lors d'une audition sur leurs conditions de travail. Vendredi 19 novembre, une nouvelle enquête interne est demandée par l'Assistance Publique des hôpitaux de Marseille (AP-HM) à la suite des nouvelles révélations de Mediapart sur les falsifications des résultats des recherches sur l'hydroxychloroquine.
En janvier 2022, Mediapart fait la synthèse de ses « deux années d'enquête » sur les « arrangements avec la science » de Raoult et le « manque d'expertise de ses équipes en épidémiologie » dans une vidéo.
Le rapport de l'Agence nationale de sécurité du médicament et des produits de santé (ANSM) qui « a relevé 15 écarts, dont huit sont jugés « totalement inacceptables » et passibles de sanctions administratives ou de poursuites pénales », est publié le 27 avril 2022.
En mai 2022, en réponse à toutes ces accusations, Didier Raoult « annonce déposer une série de plaintes contre Mediapart, contre François Crémieux, le directeur général de l'AP-HM des hôpitaux de Marseille et contre X. Il argue en effet que l'on aurait accédé « à son dossier médical et celui de sa femme mais aussi ceux de patients ». Le 5 juillet 2024, François Crémieux est relaxé de la plainte déposée par Didier Raoult contre lui.

### Critiques des prises de position de Didier Raoult sur l'hydroxychloroquine
Les prises de positions de Didier Raoult sur les bénéfices allégués de l'hydroxychloroquine prennent la dimension d'une polémique internationale, ce qui entretient énormément de confusion sur les faits réels, et entrave la réalisation des essais cliniques,.
L'emballement qui suit l'annonce par Didier Raoult que l'hydroxychloroquine est un traitement de la Covid-19 est comparé par plusieurs médecins et journalistes à l'affaire de la ciclosporine en 1985, dans le contexte de la pandémie de sida,,,.
Le 22 mars, le journaliste scientifique Florian Gouthière dénonce en outre « un traitement médiatique absurde, et une starification complètement irresponsable », dénonçant le manque d'esprit critique de nombreux acteurs médiatiques quant à ces annonces. Fin mars, Rony Brauman, directeur d'études et ancien président de Médecins sans frontières, considère que « la façon dont Didier Raoult a présenté la chloroquine comme un médicament miracle appartient plus à un prophète qu'à un spécialiste de santé. […] Didier Raoult a un passé de chercheur sérieux, mais son personnage de génie autoproclamé n'incite pas à la confiance. Quant à la validité de son essai, elle a été très précisément analysée ». À cette même date, le journaliste scientifique Nicolas Martin explique que l'absence de considération de la méthode scientifique par Didier Raoult n'est pas qu'une simple question de procédure : « Dans l’esprit collectif, beaucoup semblent croire que ce sont juste des scientifiques et des journalistes scientifiques qui râlent alors qu’il y a des résultats positifs : mais non, il n’y a pas de résultats positifs que l’on peut attester. L’étude ne respecte aucune méthode, alors c’est comme construire un mur sans ciment, si on s’appuie dessus, il s’écroule ».
Selon une analyse du médecin Maxence Ouafik, publiée début avril par la Société scientifique de médecine générale (association belge), les deux premières études sont entachées de manquements tels qu'elles ne permettent pas de conclure quant à l'efficacité des traitements proposés. Ces manquements sont des erreurs de conception, de méthodologie et d'analyse, dont la plupart « auraient pu être évitées sans prendre significativement plus de temps ».
En Afrique, le Sénégal, le Burkina Faso, le Maroc et l'Algérie adoptent un traitement à base de chloroquine, celle-ci étant déjà largement utilisée sur le continent en tant qu'antipaludéen. Le professeur Moussa Seydi, du CHNU de Fann, administre de la chloroquine aux 100 premiers patients testés positifs à la Covid-19 au Sénégal, et exprime son intérêt pour le traitement de Didier Raoult dès le 19 mars 2020. Cependant, un collège de treize médecins, dont huit Africains, publie le 22 avril, dans la revue American Journal of Tropical Medicine and Hygiene (en), une mise en garde contre une utilisation inappropriée, généralisée ou en automédication de l'association hydroxychloroquine-azithromycine en Afrique subsaharienne, expliquant que ce traitement interfère avec ceux de la malaria, de la tuberculose et du VIH, trois fléaux de santé publique affectant particulièrement l'Afrique,.
En juin 2024, il est annoncé que trois des auteurs ont souhaité se désolidariser des résultats de Gautret et al., entrainant ainsi une réouverture de l'investigation sur cet article par l'éditeur.

## Procès en diffamation contre ses détracteurs
Didier Raoult a lancé de nombreuses procédures judiciaires à l'encontre de ses détracteurs. Avant que l'orientation du conseil d'administration de l'IHU Méditerranée Infection ne soit radicalement changée, Didier Raoult a fait financer ces procédures sur fonds publics. Ces procédures judiciaires sont considérées comme des procèdures bâillons par ses détracteurs.
En novembre 2022, il perd son procès en diffamation contre la professeure Karine Lacombe. Il fait appel et affirme que l'infectiologue a été condamnée, en réalité celle-ci fut relaxée car le tribunal correctionnel de Marseille « estimé que les éléments constitutifs du délit de diffamation n’étaient pas caractérisés, retenant l’excuse de bonne foi ».
En février 2024, il est également débouté de sa procédure en diffamation contre le Professeur Jean-Paul Stahl qui avait qualifié ses propos de « fadaises » et l'avait accusé publiquement d'avoir « bidonné » son étude. Didier Raoult fait appel.
En mars 2024, la plainte pour harcèlement, tentative de chantage et d'extorsion que Didier Raoult a déposée conjointement avec Éric Chabrière, surnommé son « shérif » , est classée sans suite.
En mai 2024, il est débouté de sa plainte en diffamation à l'encontre de Guillaume Limousin, un professeur de mathématiques qui a affirmé que ses études comportaient des erreurs de « niveau brevet des collèges ». Didier Raoult fait appel.
En juillet 2024, il est à nouveau débouté de sa plainte en diffamation à l'encontre de François Crémieux, directeur de l'APHM à la suite de la publication — dans une lettre interne d'informations — d'un texte affirmant que des essais cliniques illégaux avaient été menés sur la tuberculose au sein de l'IHU.
En septembre 2024, il retire sa plainte pour diffamation et injure publique contre Alexander Samuel, docteur en biologie et professeur de mathématiques dans un lycée de Grasse, qui avait déclaré que « Raoult a organisé un essai clinique illégal avec de vrais patients pour prouver que la chloroquine était efficace » et à laquelle s'étaient associés l'IHU et Éric Chabrière. La condamnation éventuelle de Didier Raoult à payer les frais d'avocat doit être annoncée le 18 octobre 2024[Passage à actualiser].

## Livres publiés
- (en) avec Kazar J, Rickettsiae and Rickettsial diseases. Slovak Academy of Sciences ed. Publishing House of the Slovak Academy of Sciences, 1991
- Collectif (Argenson JN, Aubaniac JM, Curvale G, Groulier P, Drancourt M, Raoult D), L'Infection ostéoarticulaire sur prothèse - Prévention, Diagnostic, Traitement. 1992
- Jean-Louis Mège, Didier Raoult et Jean-Pierre Revillard, Immunité et infection : concepts immunopathologiques et perspectives thérapeutiques, Paris, Arnette, 1997, XII-448 p. (ISBN 2-7184-0855-3, BNF 36698987).
- Didier Raoult (dir.), Maîtrise de la prescription des antibiotiques dans les hôpitaux, Paris, Elsevier, 1998, 82 p. (ISBN 2-84299-084-6, BNF 37003796)
- Dictionnaire de maladies infectieuses : diagnostic, épidémiologie, répartition géographique, taxonomie, symptomatologie, Paris, Éditions scientifiques et médicales Elsevier, 1998, 1162 p. (ISBN 978-2-84299-036-7, BNF 38439044, lire en ligne)
- Didier Raoult et Philippe Brouqui, Les rickettsioses, Paris, Elsevier, 1998, 190 p. (ISBN 2-84299-064-1, BNF 37002841, lire en ligne)
- Une ambition pour la recherche française, Paris, Association des amis de Jacques Chirac, coll. « Les Notes de l'Association des amis de Jacques Chirac », 1999, 33 p. (ISBN 2-9513375-4-X, BNF 37083883).
- (en) Didier Raoult et Richard Tilton, Dictionary of infectious diseases : diagnosis, epidemiology, geographic distribution, taxonomy, symptomatology, Paris, Elsevier, 1999, 1126 p. (ISBN 2-84299-146-X, BNF 37563461).
- Les nouvelles maladies infectieuses, Paris, Presses universitaires de France, coll. « Que sais-je ? », 1999, 127 p. (ISBN 2-13-050256-3, BNF 37051672).
- (en) Didier Raoult (éd.) et Philippe Brouqui (éd.), Rickettsiae and rickettsial diseases at the turn of the third millenium, Paris, Elsevier, 1999, 455 p. (ISBN 2-84299-138-9, BNF 37045180).
- Didier Raoult (dir.), Jean-Pierre Nigoghossian (dir.) et André Cartapanis (dir.), L'Université de la Méditerranée face aux défis du troisième millénaire, Paris, Economica, 1999, XIV-259 p. (ISBN 2-7178-3907-0, BNF 37079203).
- Didier Raoult et Frédérique Bonneau (préf. Jean-Claude Gaudin), Le sport à Marseille, Marseille, Mairie de Marseille, 1999, 242 p. (BNF 37703433).
- (en) Collectif: Yu VL, Weber R, Raoult D. Antimicrobial Therapy and Vaccine. 2e éd. New York: Apple Trees Production, LLC, 2002
- (en) Collectif: Hechemy KE, Avsic-Zupanc T, Childs JE, Raoult DA. Rickettsiology - present and Future Directions. Annals of the New York Academy of Sciences éd. United States of America: K-M Research/PCP, 2003
- (en) Collectif: Hechemy KE, Oteo JA, Raoult DA, Silverman DJ, Blanco JR. Rickettsioses - From Genome to proteome, Pathobiology, and Rickettsiae as an International Threat. Annals of the New York Academy of Sciences éd. New York : GYAT/PCP, 2005
- Les nouveaux risques infectieux : SRAS, grippe aviaire, et après ?, Paris, Ligne de repères, 2005, 271 p. (ISBN 2-915752-09-5, BNF 40083574).
- (en) Collectif : Hechemy KE, Oteo JA, Raoult DA, Silverman DJ, Blanco JR. Century of Rickettsiology - Emerging, reemerging Rickettsioses, Molecular Diagnostics, and Emerging Veterinary Rickettsioses. Annals of the New York Academy of Sciences ed. Boston, USA: Blackwell Publishing, 2006
- (en) avec Parola P. Rickettsial Diseases. New York: Informa Healthcare USA, Inc, 2007
- (en) Didier Raoult et Michel Drancourt, Paleomicrobiology : past human infections, Berlin, Springer,, 2008 (ISBN 9783540758556, BNF 44695991).
- Didier Raoult et Véronique Dupont, Dépasser Darwin, Paris, Plon, 2010, 164 p. (ISBN 978-2-259-21114-7, BNF 42302751)[421].
- Grippe aviaire, SRAS : vivre avec les nouveaux risques infectieux, 2012, Ebook Kindle, Amazon.
- (en) Didier Raoult, Eugene V Koonin, « Microbial genomics challenge Darwin », Frontiers in Cellular and Infection Microbiology,‎ octobre 2012 (DOI 10.3389/fcimb.2012.00127, lire en ligne).
- De l'ignorance et de l'aveuglement : pour une science postmoderne Ebook Kindle, Amazon, 2012. (en) Of Ignorance and Blindness, 2013, Ebook Kindle, Amazon
- Didier Raoult et Sabine Casalonga, Votre santé : tous les mensonges qu'on vous raconte et comment la science vous aide à y voir clair, Neuilly-sur-Seine, Éditions Michel Lafon, 2015, 302 p. (ISBN 978-2-7499-2555-4, BNF 44313859).
- Arrêtons d'avoir peur ! : santé, environnement, climat, flux migratoires et société : la science vous aide à y voir clair, Neuilly-sur-Seine, Éditions Michel Lafon, 2016, 347 p. (ISBN 978-2-7499-3003-9, BNF 45031036, lire en ligne)
- Mieux vaut guérir que prédire : santé, société, vivre ensemble, Neuilly-sur-Seine, Éditions Michel Lafon, 2017, 280 p. (ISBN 978-2-7499-3149-4, BNF 45184038, lire en ligne)
- Didier Raoult et Olivia Recasens, La vérité sur les vaccins : tout ce que vous devez savoir pour faire le bon choix, Neuilly-sur-Seine, Éditions Michel Lafon, 2018, 221 p. (ISBN 978-2-7499-3136-4, BNF 45424036, lire en ligne)
- Didier Raoult, Épidémies : vrais dangers et fausses alertes, Éditions Michel Lafon, mars 2020 (ISBN 9782749944241)
- Didier Raoult, La science est un sport de combat : Débat « dans la tête de Didier Raoult », éditions HumenSciences, septembre 2020.
- Didier Raoult, Carnets de guerre Covid-19, Michel Lafon, 2021.
- Didier Raoult, Au-delà de l'affaire de la chloroquine, Michel Lafon, 22 novembre 2021.
- Didier Raoult, Chroniques pour une humanité en quête de repères, Michel Lafon, 7 mars 2022.
- Didier Raoult, Carnets de guerre T.2 Covid-19, Michel Lafon, 13 juin 2022.
- Didier Raoult, Autobiographie, Michel Lafon, 2023[422],[423],[424]
- Didier Raoult, Ni angéliques, ni diaboliques : les antibiotiques, Michel Lafon, 2024
- Didier Raoult, Homo chaoticus, Michel Lafon, 2024  (ISBN 978-2-7499-5884-2).

## Distinctions

### Prix et récompenses
- La bactérie Raoultella porte son nom.
- 1997 : prix Science et Défense.
- 2002 : prix d'excellence de la Société européenne de microbiologie clinique et maladies infectieuses[425].
- 2002 : prix des Sciences Médicales d'Outre Mer (Académie Royale de Belgique)[426].
- 2003 : prix Jean Valade, Fondation de France.
- 2008 : prix Sackler Lecturer, université de Tel Aviv (Israël)[427].
- 2009 : prix Éloi Collery, Académie nationale de médecine[428],[429].
- 2010 : grand prix Inserm[34],[32].
- 2015 : prix de la fondation Louis D., Institut de France[36] sur le thème Étude du monde microbien : nouveaux concepts, nouvelles approches (450 000 euros)[35].
- 2021 : grand prix départemental des Bouches-du-Rhône pour la Recherche en Provence[430].

### Prix parodique
- 2021 : Récompensé par le Rusty Razor pour la pseudoscience[431],[432],[433].

### Décorations
- Officier de la Légion d'honneur (décret du 31 décembre 2010)[434] (chevalier du 30 décembre 2000[435]).
- Commandeur de l'ordre national du Mérite (décret du 15 mai 2015)[436] (chevalier du 29 juin 1995[437]).
- Chevalier de l'ordre des Palmes académiques (2003)[24].
- Commandeur de l'ordre national du Lion du Sénégal (décret du 30 mars 2021)[438],[439].

## Dans les arts et l'artisanat
En avril 2020, deux Montpelliérains, intéressés par le look « rebelle » de Raoult, créent le tee-shirt « Cool Raoult », avec un dessin en noir et blanc où il apparaît avec blouse blanche et bague en forme de tête de mort,. En juin 2020, un atelier de cire marseillais fabrique une bougie qui représente Didier Raoult en christ-roi avec le symbole de la chloroquine dans une main, ; un santon est également créé à l'effigie de Raoult par une santonnière dans sa collection des « Saints Pathiques », qui comportent des stars comme Johnny Hallyday,.
Début juillet 2020, Renaud diffuse une chanson sur le coronavirus, Corona Song, où, notamment, il soutient Didier Raoult,.
Fin juillet 2020, l'opéra des Landes met en scène L'elisir d'amore, dont l'un des personnages les plus amusants, le charlatan Dulcamara, apparaît sous les traits de Didier Raoult pendant quelques secondes,.
En décembre 2020, Dadou publie une bande dessinée humoristique, Chloro King, qui parodie Didier Raoult et son influence à Marseille.